# Kirchen in Rom
Die Kirchen in Rom, dem Zentrum der römisch-katholischen Kirche und Sitz des Papstes, haben teilweise wegen ihres Alters, teilweise wegen ihres kirchengeschichtlichen Ranges, eine besondere Bedeutung. Bekannt sind die Pilgerkirchen, darunter die Papstbasiliken und weitere Kirchen, die bei einer Pilgerreise nach Rom von den Pilgern besucht wurden. Darüber hinaus existieren noch zahlreiche historisch oder architektonisch bedeutende Kirchengebäude aus allen Epochen, von denen viele als Titelkirchen der Kardinäle und als Zentren der Ordensgemeinschaften eine Rolle spielen.

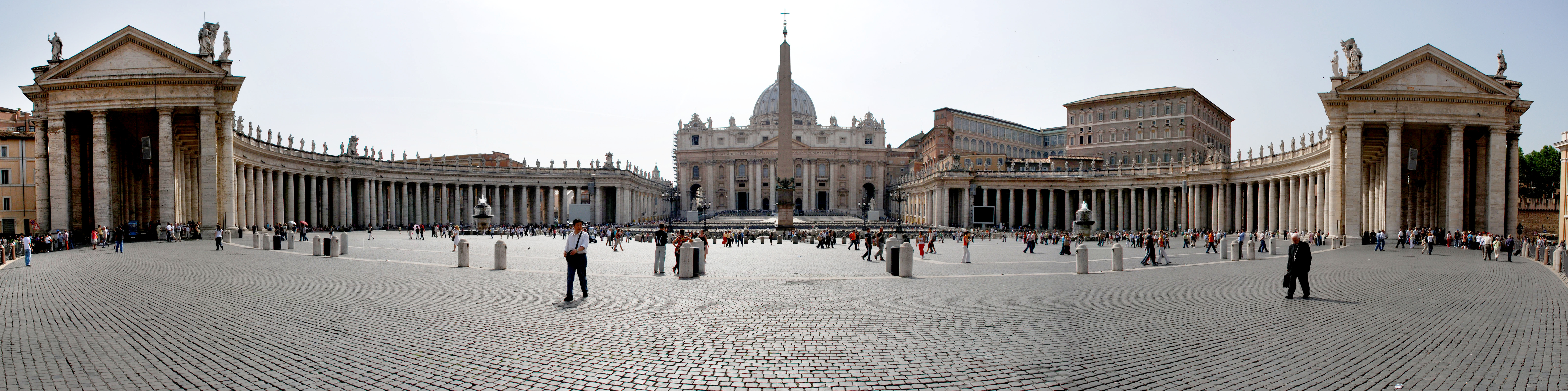
Panoramabild des Petersplatzes mit Petersdom

## Übersicht und Begriffserklärungen
Zu den Kirchen in Rom gehören die christlichen Sakralbauten innerhalb und außerhalb der heute noch zum Teil sichtbaren großen Stadtmauern, der Servianischen Mauer aus dem 4. Jahrhundert v. Chr. und der Aurelianischen Mauer aus dem 3. bis 5. Jahrhundert n. Chr.
- Nach der architektonischen Form werden die Sakralbauten unterschieden in: Saalkirche (mit oder ohne Apsis), Basilika (mit oder ohne Querschiff) und Zentralbau (rund oder polygonal).[2]
- Daneben gibt es die Unterscheidung nach der Funktion: Hauskirche, Oratorium, Mausoleum, Umgangsbasilika (Begräbnisbasilika), Päpstliche Basilika (Bischofskirche), Titelkirche (Gemeindekirche) und Baptisterium (Taufkapelle).[3]
- Seit Ende des 4. Jahrhunderts sind für jeden Sonn- und Feiertag bestimmte Stationskirchen festgesetzt, in denen die Gemeinden der Stadt gemeinsam die Eucharistie feiern, in der Regel ursprünglich im Beisein des römischen Bischofs, später des Papstes.[4][5]
- Die frühchristlichen Papstbasiliken in Rom wurden ursprünglich als Patriarchalbasilika bezeichnet, weil sie den fünf Patriarchaten des frühen Christentums als kirchliche Residenz in Rom dienten.[6] Dazu gehörten:

I. San Giovanni in Laterano für das Patriarchat des Bischofs von Rom
II. San Pietro in Vaticano für das Patriarchat Konstantinopel
III. San Paolo fuori le mura für das Patriarchat Alexandrien
IV. Santa Maria Maggiore für das Patriarchat Antiochien
V. San Lorenzo fuori le mura für das Patriarchat Jerusalem.
Seit Papst Benedikt XVI. seinen Titel als Patriarch der Westkirche im Jahr 2006 abgelegt hat, bezeichnet man diese Basiliken nicht mehr als Patriarchalbasiliken, sondern als Papstbasiliken.

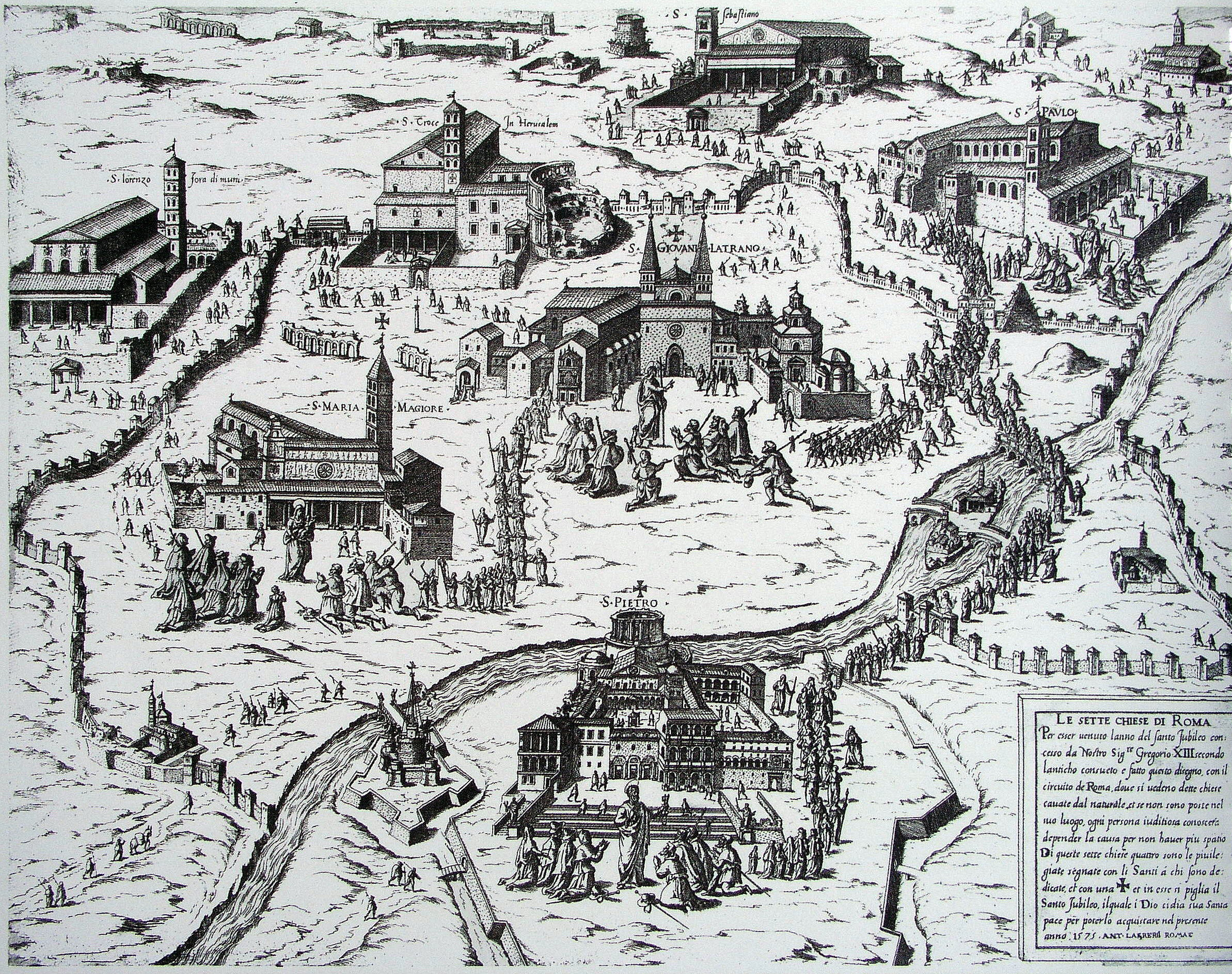
Die sieben Pilgerkirchen im Heiligen Jahr 1575. Antonio Lafréry, Speculum romanae magnificentiae, Rom 1575

- Zu den sieben Pilgerkirchen gehören außer den oben genannten fünf päpstlichen Basiliken außerdem die beiden römischen Memorialkirchen:

VI. S. Croce in Gerusalemme (mit der Kreuzreliquie)
VII. S. Sebastiano fuori le mura (mit dem Grab des Märtyrers Sebastian).
Ein Besuch der Pilgerkirchen war für Rompilger obligatorisch; dazu gab es bereits seit dem 7. Jahrhundert spezielle Pilgerführer. Ab 1551 wurde die Tradition vom heiligen Philipp Neri wiederbelebt.
- Den vom Papst verliehenen Ehrentitel Basilica maior führten ursprünglich nur die fünf päpstlichen Basiliken in Rom; später kamen die Basilika San Francesco in Assisi und die Basilika Santa Maria degli Angeli in Assisi hinzu (vgl. Liste der Basilicae maiores). Heute dürfen auch einige Basilicae minores sich als päpstliche Basilika bezeichnen. Zum Inventar einer Basilica maior gehören: Papstthron und Papstaltar, Padiglione (gelb-rot-gestreifter Seidenschirm) und Tintinnabulum (liturgische Glocke) sowie ein Wappenschild am Portal.[6] Der Ehrentitel einer Basilica minor wird seit dem 18. Jahrhundert für Kirchen in der ganzen Welt verliehen, deren Bedeutung für das Umland hervorgehoben werden soll. Auch diese Basiliken verfügen über Padiglione, liturgische Glocke und Wappenschild mit den gekreuzten Schlüsseln des Papstwappens am Portal. Zurzeit wird deren Zahl weltweit auf mehr als 1650 geschätzt (vgl. Liste der Basiliken der römisch-katholischen Kirche).

Von großer kulturhistorischer und kunstgeschichtlicher Bedeutung sind die sechs erforschten Umgangsbasiliken und die beiden kaiserlichen Mausoleen sowie die Baptisterien der Stadt:
- Die Frühchristliche Baukunst bietet mit den als Begräbnisstätten über Märtyrergräbern errichteten Coemeterialbasiliken die nur in Rom anzutreffende neue Architekturform der Umgangsbasilika.[8] Dabei handelt es sich um eine dreischiffige Basilika, deren niedrigere Seitenschiffe halbrund um das Mittelschiff herum verlaufen, während das breitere und höhere Mittelschiff durch halbkreisförmige Arkaden abschließt, so dass die Kirche im Grundriss eine zirkusähnliche Form bildet. Diese Architekturform geht auf das seit Beginn des 4. Jahrhunderts feststellbare Bestreben zurück, über den Gräbern von Märtyrern außerhalb der Stadtmauern Coemeterialbasiliken zu errichten. Der Bodenbereich innerhalb dieser Basiliken war mit Gräbern bedeckt, weil die Gläubigen sich möglichst nahe beim Grab eines Heiligen beisetzen lassen wollten, um in dessen Fürsprache aufgenommen zu werden. Die Umgangsbasilika war also praktisch ein überdachter Friedhof (coemeterium subteglatum). Zu jeder Begräbniskirche gehörten auch größere oder kleinere Mausoleen. Seit Ende des 6. Jahrhunderts wurde damit begonnen, die Gebeine der Märtyrer aus den Katakomben und Gräbern außerhalb der Stadtmauern zur Sicherheit in Kirchen innerhalb der Stadtmauern zu überführen mit der Folge, dass keine weiteren Begräbniskirchen mehr gebaut wurden.
- Die beiden großen christlichen Mausoleen sind das um 326 für Helena (Mutter Konstantins des Großen) errichtete Helenamausoleum und das nach 337 errichtete Mausoleum für Constantina (Tochter Konstantins des Großen).
- Seit dem 4. Jahrhundert wurden für die Taufe der Katechumenen eigene Taufräume oder Taufkapellen errichtet. Diese Baptisterien waren in der Regel von der Kirche getrennt, weil die Taufanwärter den Kirchenraum während der Eucharistiefeier noch nicht betreten durften. Nach dem Bau des ersten Baptisteriums neben der Lateranbasilika (um 315) erhielten nach und nach auch andere Kirchen eigene Baptisterien, so z. B. im 4. Jahrhundert bereits S. Agnese, S. Maria in Trastevere, S. Croce in Gerusalemme, S. Lorenzo in Damaso, S. Marco, S. Pietro in Vaticano, S. Paolo fuori le mura, denen in den folgenden Jahrhunderten weitere Bauten folgten.[9]

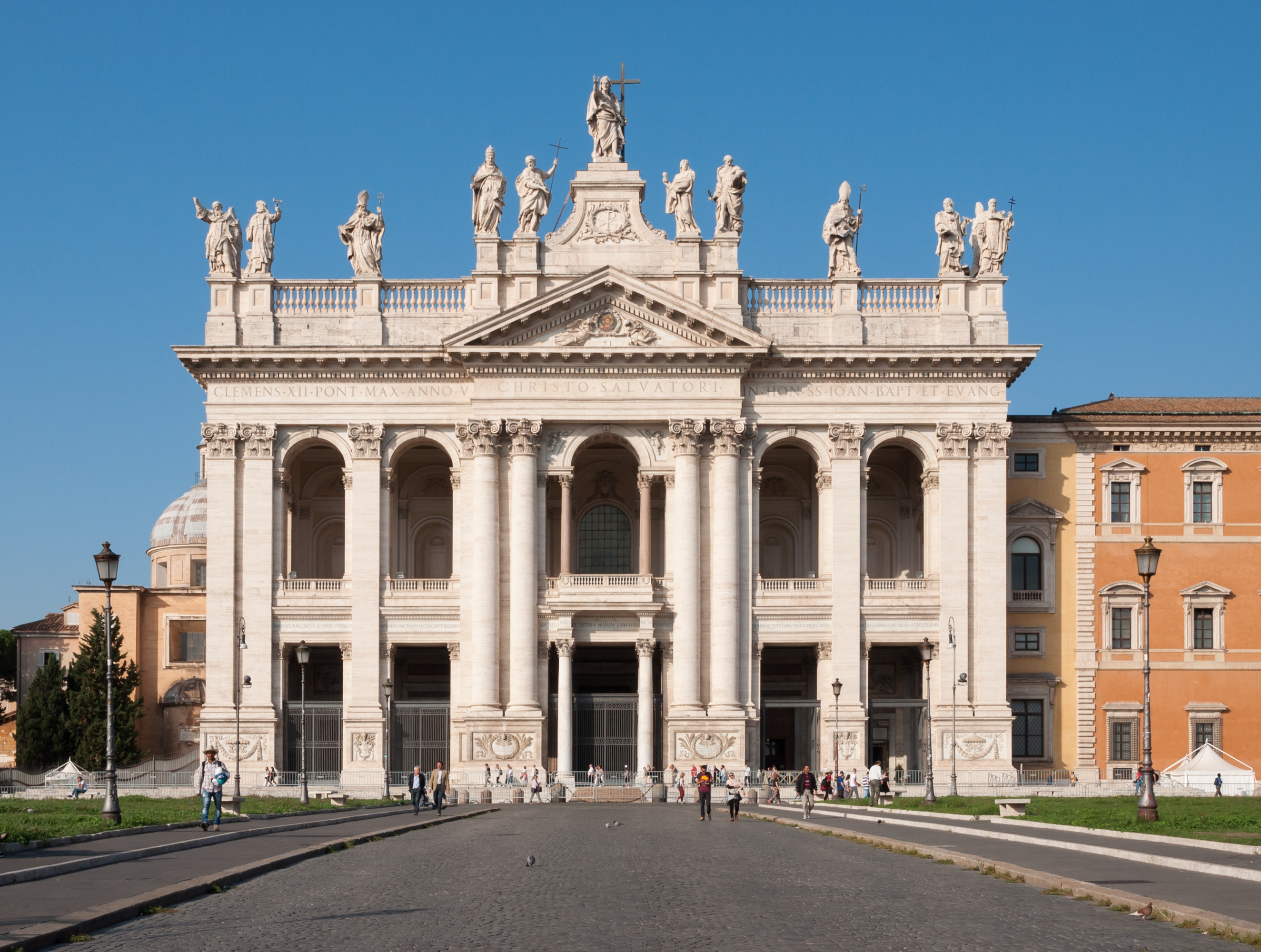
Lateranbasilika

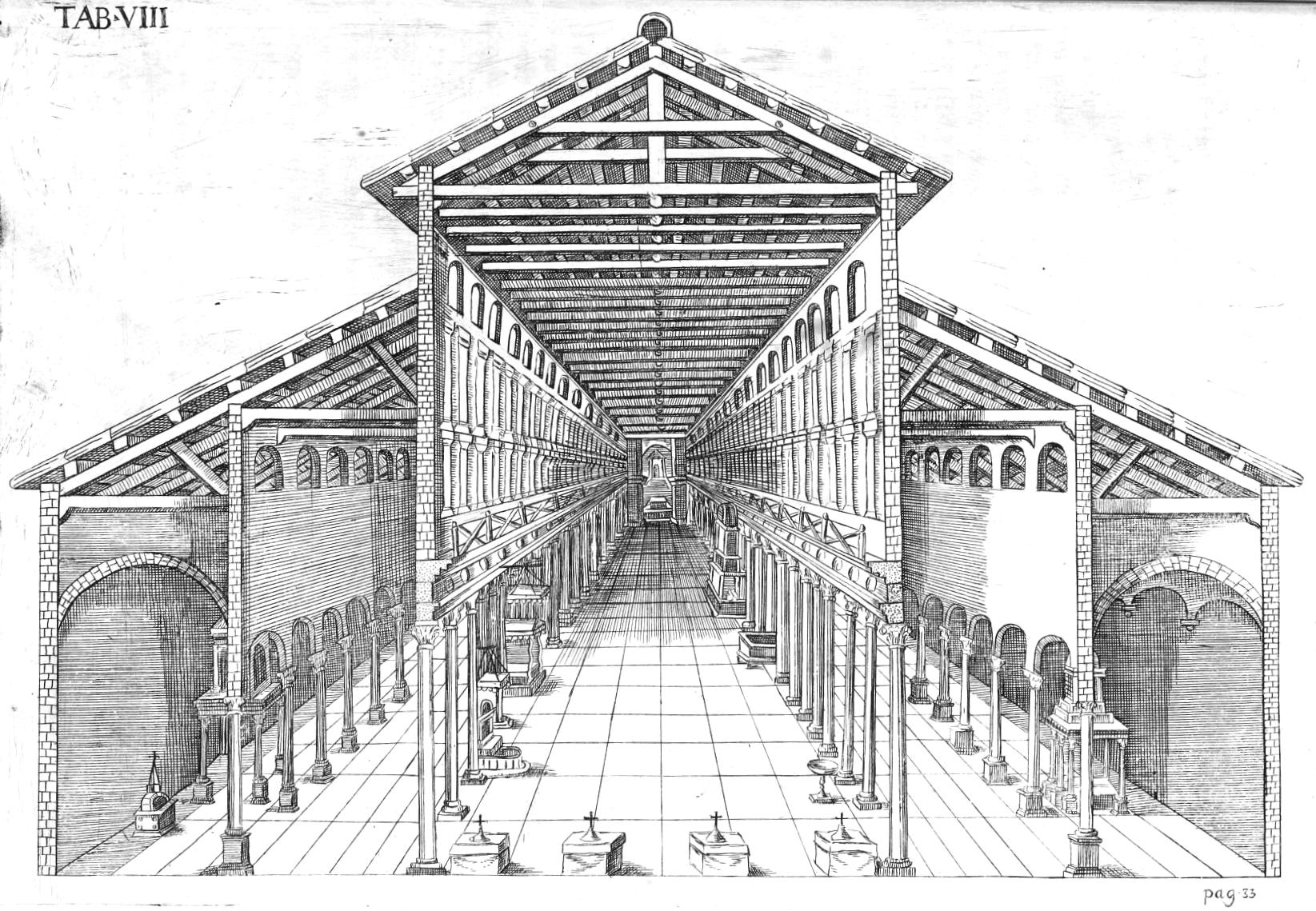
Konstantinische Basilika San Pietro in Vaticano, Bauzustand des 4. Jahrhunderts

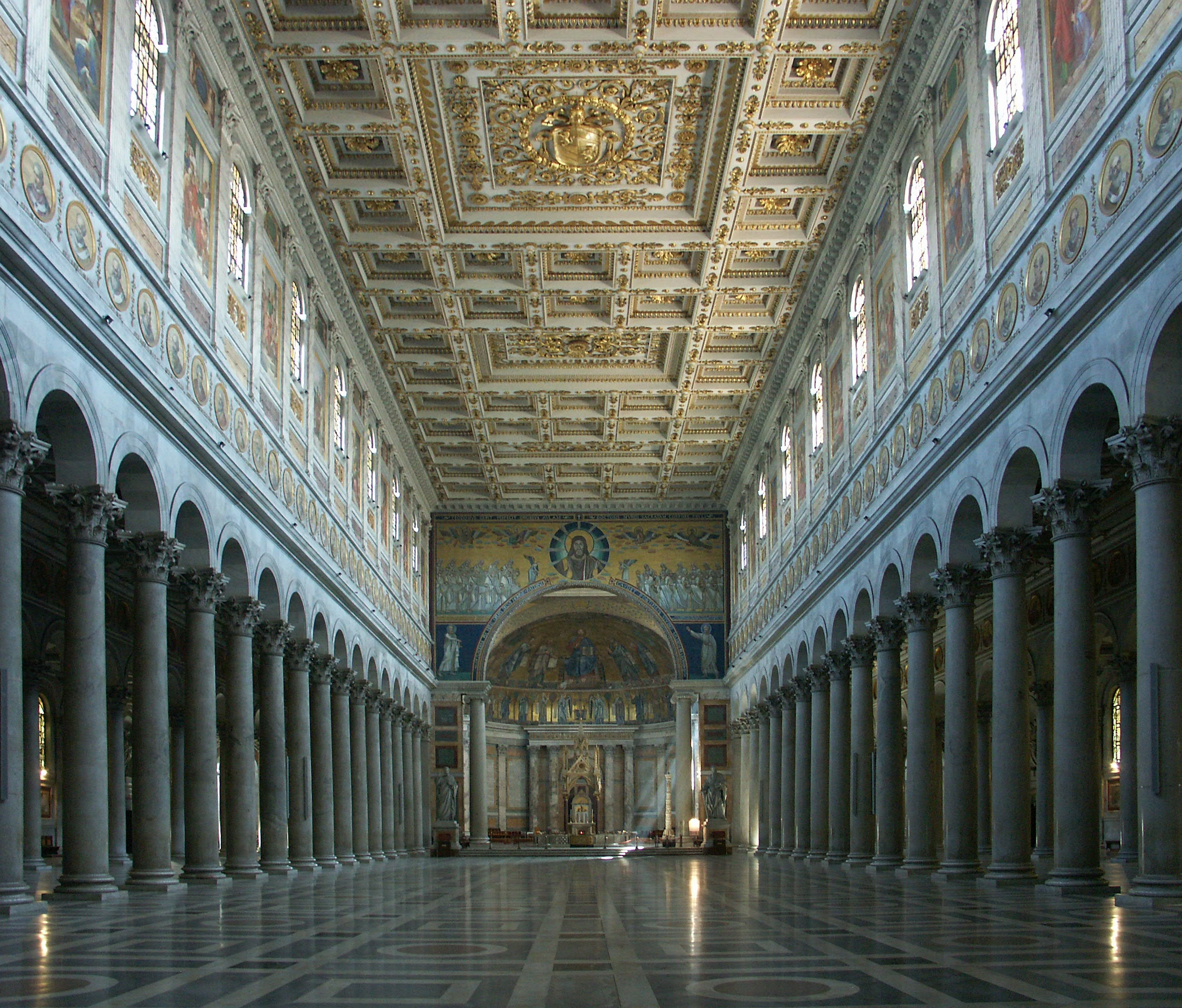
San Paolo fuori le mura, Mittelschiff

Zur Bedeutung der Titelkirchen und Titeldiakonien:
- Außerdem gibt es heute 164 römische Titelkirchen. Bereits in den ersten Jahrhunderten waren die Kirchen von Rom in sieben Regionen eingeteilt; jede Region hatte mehrere Titelkirchen (tituli ecclesiae), denen jeweils ein Presbyter vorstand, der presbyter cardinalis genannt wurde, um ihn von den ihm unterstellten presbyteri parochialis zu unterscheiden. Die Bezeichnung Titelkirche ist abgeleitet von lat. titulus (Inschrift, Titel, Rechtstitel) und war eine kirchliche Verwaltungsbezeichnung für eine dem römischen Bischof untergeordnete Seelsorgestelle mit Kirche.[10] Jeder presbyter cardinalis war Mitglied des bischöflichen Presbyteriums, das direkt dem Bischof von Rom unterstand. Aus diesem hervorgehobenen Kreis hat sich später das Kardinalskollegium entwickelt. Die zentrale Verwaltung der Kirchen befand sich seit dem 4. Jahrhundert im Lateran. Die Namen der Titelkirchen gehen häufig zurück auf Namen der Grundstückseigentümer oder auf Stifter; erst im frühen Mittelalter tragen an deren Stelle die Namen von Heiligen; dabei wurde vereinzelt ein alter Besitzername mit dem Zusatz Sanctus oder Sancta versehen. Die Titelkirchen waren die Vorläufer der Pfarreien im heutigen Sinn.[11] Mit der Zahl der vom Papst ernannten Kardinalpriester nahm auch die Zahl der Titelkirchen zu, die sich derzeit auf etwa 164 beläuft (vgl. Liste der römischen Titelkirchen).
- Daneben gibt es heute ca. 69 Römische Titeldiakonien, die aus frühchristlichen Diakoniestationen hervorgegangen sind und die heute in der Regel mit einer Gemeindekirche verbunden sind. Das Ehrenamt eines Kardinaldiakons wird an Kardinäle und Bischöfe verliehen (vgl. Liste der römischen Titeldiakonien).

Die größte Anzahl der mehr als 1000 Kirchen Roms entfällt auf die Pfarrkirchen und Ordenskirchen der Stadt (vgl. Liste der katholischen Pfarreien der Stadt Rom).

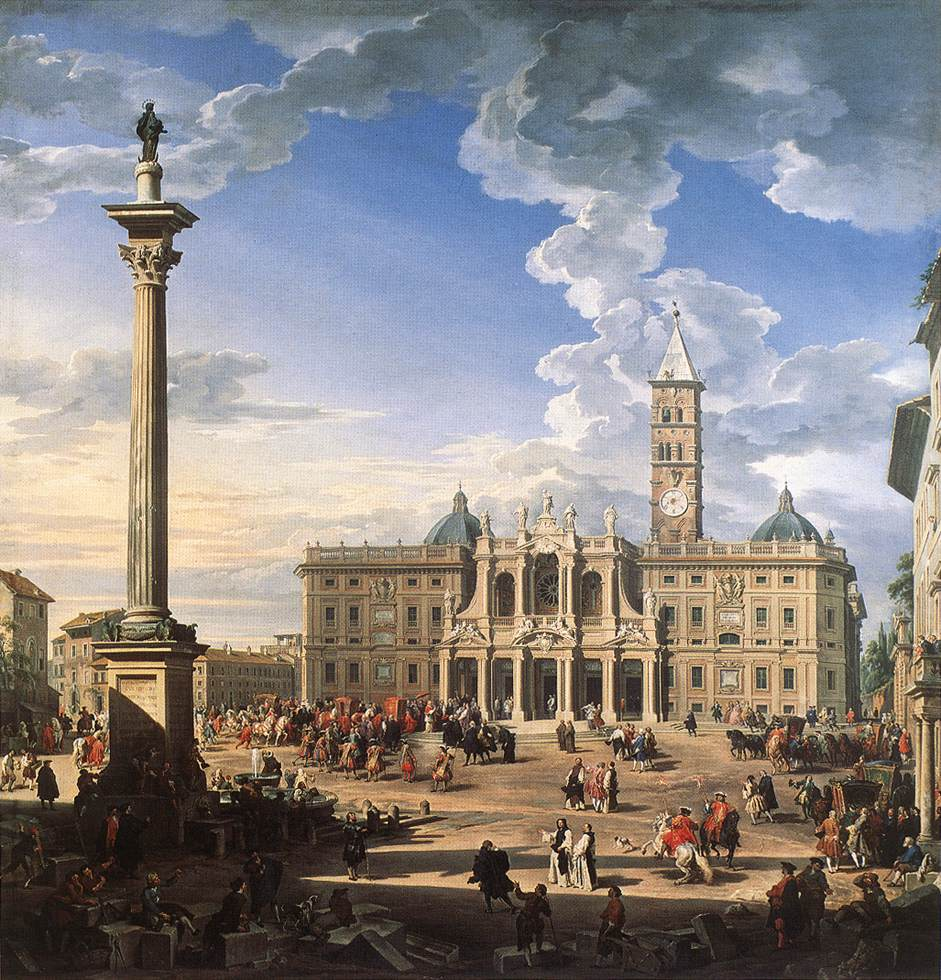
Santa Maria Maggiore mit Mariensäule. Stich von Giovanni Paolo Pannini, 1744

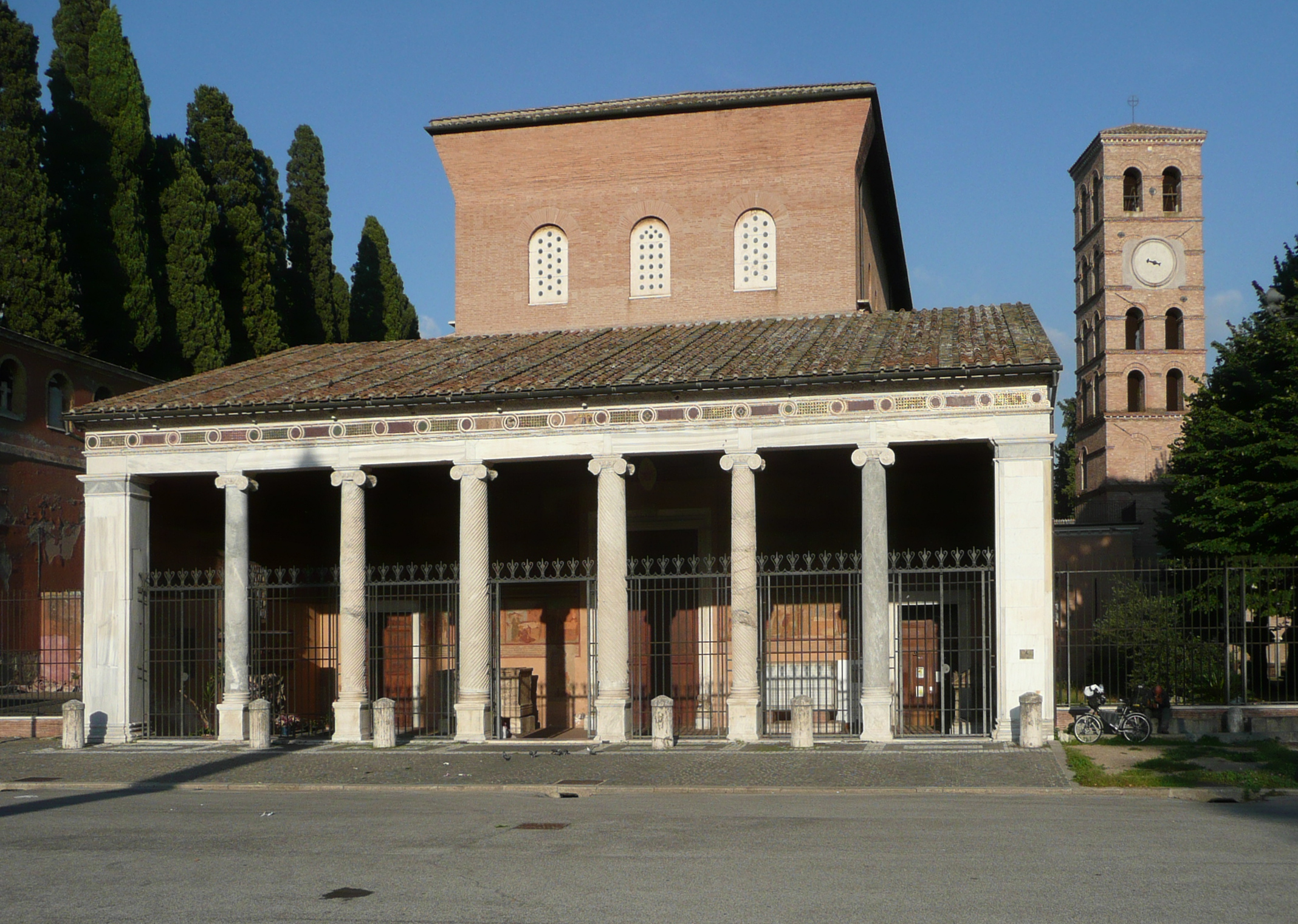
San Lorenzo fuori le mura

## Die Hauptkirchen Roms
Als Hauptkirchen Roms bezeichnet man die aufgeführten sieben Pilgerkirchen, unter denen die päpstlichen Basiliken die bedeutendsten sind.

### Die Papstbasiliken
I. San Giovanni in Laterano; die Lateranbasilika hieß ursprünglich Ecclesia Sanctissimi Salvatoris. Der in spätantiken Quellen genannte Name Basilica Lateranensis geht zurück auf das altrömische Geschlecht der Laterani als den ursprünglichen Grundstückseigentümern. Die Basilika wurde ab 315 von Konstantin dem Großen unter dem römischen Bischof Silvester I. als römische Hauptkirche errichtet und prächtig ausgestattet. Sie gilt noch vor dem Petersdom als die ranghöchste römisch-katholische Kirche. Die fünfschiffige Basilika hat sich in den wesentlichen Teilen unter dem Deckmantel des barocken Umbaus durch Francesco Borromini erhalten (Baugeschichte, Architektur und Ausstattung)
Zu dem sakralen Bereich des Lateran gehören außerdem:
- Das Baptisterium San Giovanni in Fonte (um 315/435) mit den angebauten Kapellen und den berühmten Mosaiken,
- die alte Papstresidenz (bis 1309) mit den Resten des ehemaligen Speisesaals (Triclinium) sowie die ehemalige päpstliche Privatkapelle Sancta Sanctorum und die Heilige Treppe,
- der Lateranpalast von Papst Sixtus V. (1586).

II. San Pietro in Vaticano, ursprünglich Basilica Sancti Petri oder Petersdom,
sind die Bezeichnungen für die um 317 als Gedächtniskirche über der Petrusgedenkstätte errichtete Basilika am Hügel des Vatikans auf dem rechten Tiberufer. Kaiser Konstantin I. war Stifter und Bauherr dieser im Jahr 333 geweihten fünfschiffigen Basilika (Baugeschichte, Architektur und Ausstattung). Der Neubau des Petersdoms, zu dem 1506 der Grundstein gelegt worden war, wurde nach mehrfachem Wechsel der Baumeister und der Baupläne erst 1635 vollendet. Der Hauptaltar steht über der Stelle, an der sich nach der Überlieferung das Grab des Apostels Petrus befand. Zu den Baumeistern von Neu-St. Peter zählen Bramante, Giuliano da Sangallo, Michelangelo und Carlo Maderno.
 III. San Paolo fuori le mura, Sankt Paul vor den Mauern. Bei Gründung der Basilika lautete der Name Ecclesia Santi Pauli extra muros. Über dem vermutlichen Paulusgrab an der Via Ostiense wurde um 200 zunächst eine cella memoria errichtet, was für Kaiser Konstantin I. der Anlass war, um 324 darüber eine verhältnismäßig kleine Memorialbasilika bauen zu lassen, die aber bereits 386 durch die sogenannte Dreikaiserbasilika nach dem Vorbild von Alt-Sankt Peter ersetzt und 390 geweiht wurde. Nach dem Großbrand vom 1823 erfolgte eine vollständige Rekonstruktion der Basilika, die 1854 vollendet war (Baugeschichte, Architektur und Ausstattung).
IV. Santa Maria Maggiore hieß ursprünglich Ecclesia Sanctae Dei genitricis, später auch Sancta Maria ad praesepe (hl. Maria an der Krippe) oder Sancta Maria ad Nives (hl. Maria vom Schnee) oder nach dem angeblichen Vorgängerbau unter Papst Liberius Basilica Liberii (Basilica Liberiana). Papst Sixtus III. ließ ab 432 auf dem Esquilin eine neue Basilika zu Ehren der Gottesmutter Maria errichten, nachdem auf dem Konzil von Ephesus (431) die Verehrung von Maria als Gottesmutter anerkannt worden war. Es ist die größte der zahlreichen Marienkirchen der Stadt und zugleich auch die älteste; denn die Basilika Santa Maria in Trastevere ist zwar bereits Mitte des 4. Jahrhunderts als Titulus sancti Iulii et Callixti gegründet, aber frühestens um 587 der hl. Maria als Titulus sanctae Mariae gewidmet worden. Santa Maria Maggiore ist auch die erste frühchristliche Basilika, die nicht mehr von der kaiserlichen Familie, sondern vom römischen Bischof in Auftrag gegeben wurde (Baugeschichte, Architektur und Ausstattung einschließlich der berühmten Mosaiken und des Gnadenbildes Salus populi Romani).
V. San Lorenzo fuori le mura, Sankt Laurentius vor den Mauern. Zu dem sakralen Bereich um die Basilika gehören:
- die Katakombe an der Via Tiburtina (3. Jahrhundert) mit dem Grab des Märtyrers Laurentius,
- die konstantinische Umgangsbasilika, genannt basilica maior (337–351),
- die Basilika San Lorenzo fuori le mura aus der Zeit um 580 („Pelagius-Bau“) über dem Laurentius-Grab mit Apsis im Westen und Narthex im Osten,
- der Anbau eines neuen Langhauses im Westen und Umfunktionierung des Pelagius-Baues als Confessio und Chorraum im Osten und Portikus im Westen („Honorius-Bau“) nach 1200 (Baugeschichte, Architektur und Ausstattung[18]).

### Die Pilgerkirchen

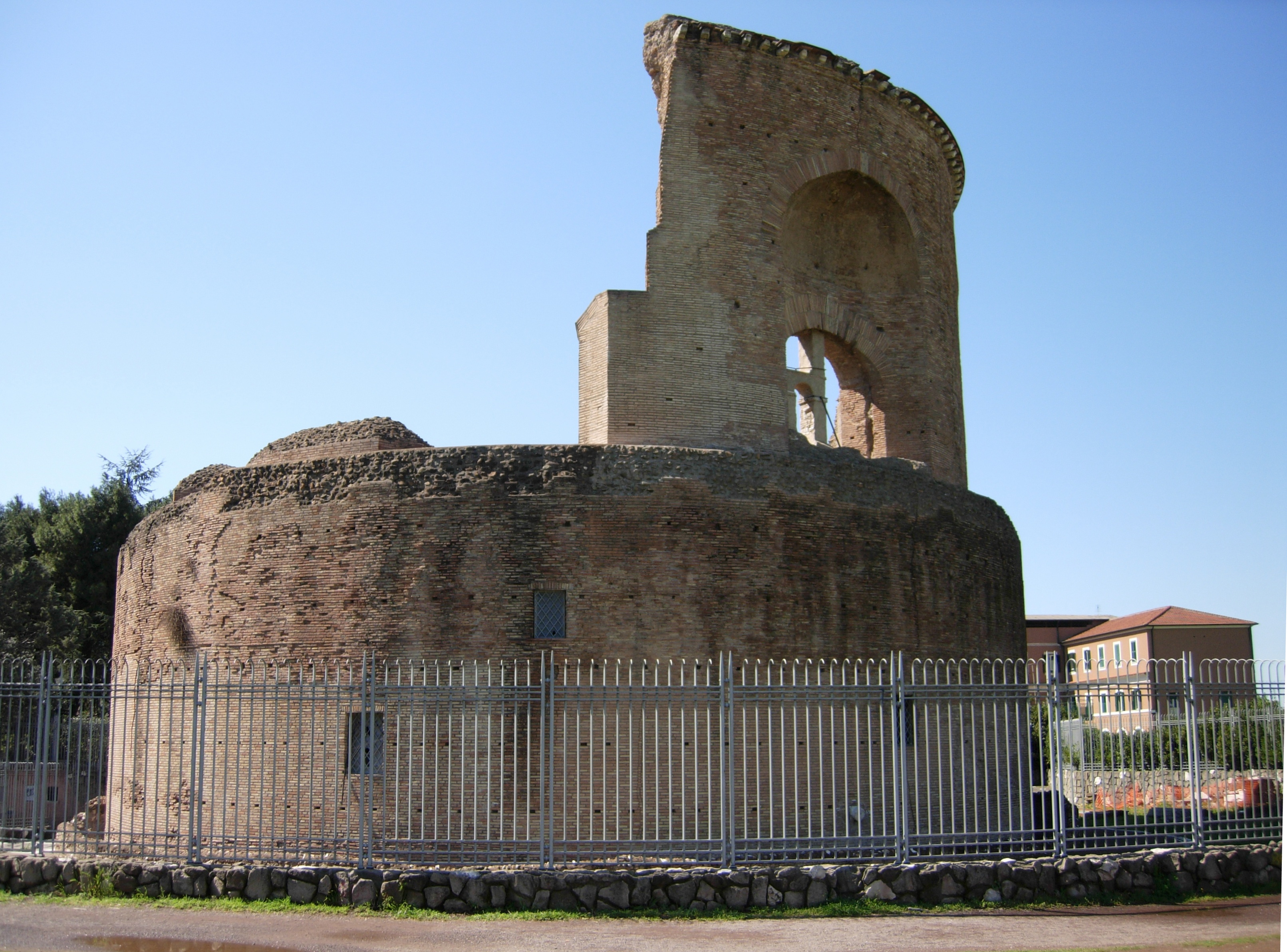
Helena-Mausoleum (um 326)

Nachdem in die Reihe der Hauptkirchen Roms auch die beiden römischen Memorialkirchen
Santa Croce in Gerusalemme und San Sebastiano fuori le mura aufgenommen worden waren, gab es sieben Pilgerkirchen in Rom. Für römische Pilger obligatorisch war lange Zeit der Besuch aller sieben Pilgerkirchen. Im 16. Jahrhundert wurde die Tradition vom heiligen Philipp Neri wiederbelebt.

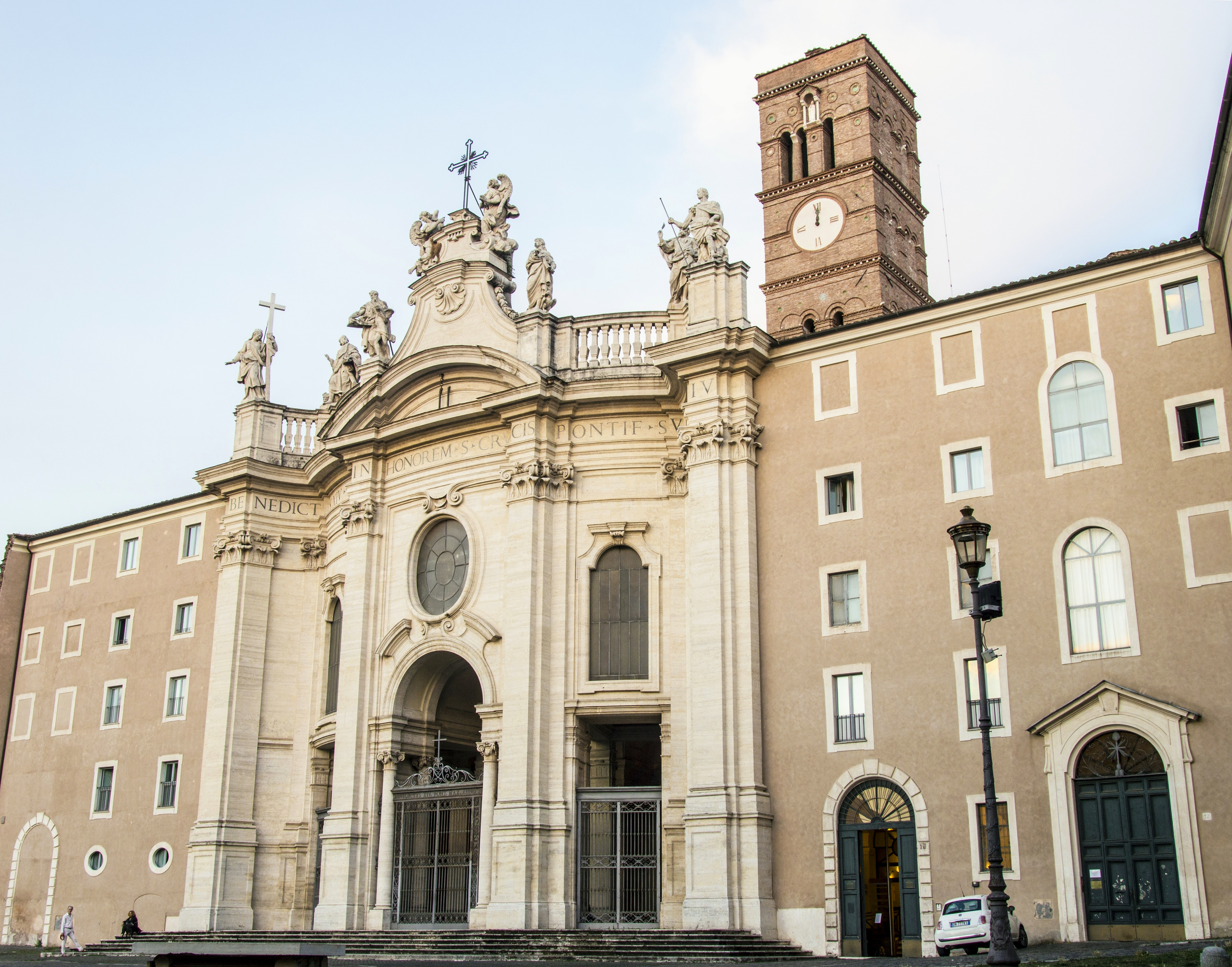
Santa Croce di Gerusalemme

VI. Santa Croce in Gerusalemme. Nach der Auffindung des Kreuzes Christi in Jerusalem (325) wurde im Auftrag von Kaiser Konstantin I. und seiner Familie ein Teil des kaiserlichen Sessorium-Palastes im Südosten der Stadt in eine Kirche umgewandelt, indem die ursprünglich quergerichtete Eingangshalle durch den Anbau einer Ostapsis eine Längsausrichtung erhielt (um 330). Diese einschiffige Apsidenhalle musste anschließend noch durch zwei Quermauern mit je drei Arkaden verstärkt werden. Um 400 wurde auch der an die Apsis anschließende Raum vom kaiserlichen Palast abgetrennt und von der Kirche aus zugänglich gemacht; diese sogenannte Helenakapelle diente damals wahrscheinlich zur Aufbewahrung der Reliquien vom Kreuz Christi. Bereits seit Mitte des 5. Jahrhunderts erhielt die Kirche deshalb den Namenszusatz Hierusalem (heute „in Gerusalemme“). Die Bedeutung dieser Memorialkirche und die Geschichte der Kreuzesreliquien hat Hugo Brandenburg beschrieben.

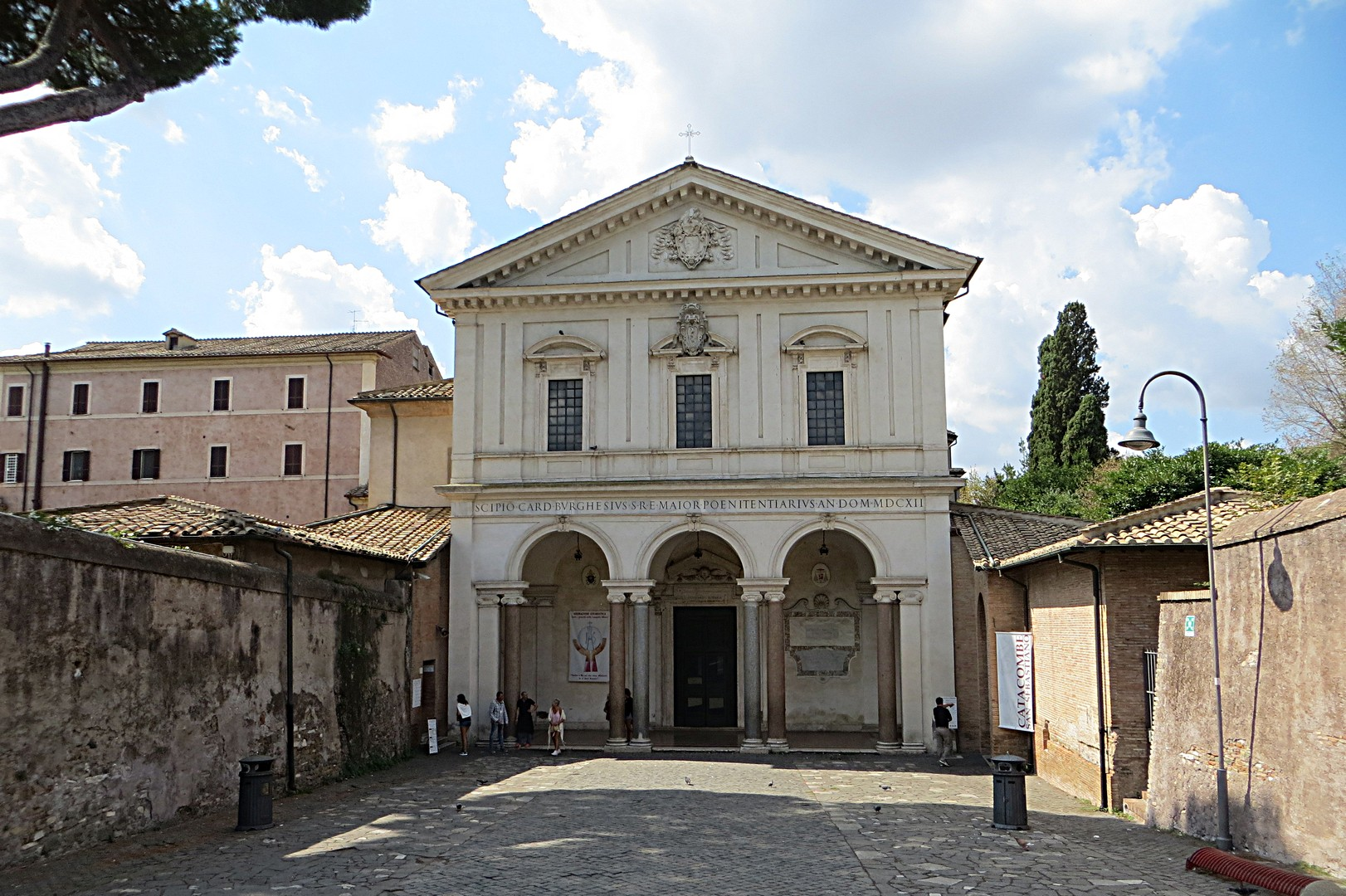
San Sebastiano fuori le mura

VII. San Sebastiano fuori le mura wurde ursprünglich Basilica Apostolorum genannt. Zum sakralen Bezirk gehören:
- die Sebastians-Katakombe mit dem Grab des Märtyrers und der Memoria Apostolorum (um 260),
- die Umgangsbasilika Basilica Apostolorum (nach 312), die im 8. Jahrhundert dem Märtyrer Sebastian geweiht wurde und seitdem San Sebastiano ad Catacumbas heißt,
- die an die Basilika angebauten Mausoleen (4./5. Jahrhundert).

Bei archäologischen Ausgrabungen wurde an den Sebastians-Katakomben eine Gedächtnisstätte für die Apostel Petrus und Paulus aus der Zeit um 260 entdeckt. Sie war entstanden, nachdem Kaiser Valerian angeordnet hatte (257), dass die Christen ihren Kult nicht mehr in der Öffentlichkeit ausüben durften und sie sich deshalb auch nicht mehr am Petrusgrab und am Paulusgrab versammeln konnten. Deshalb verlegte man den gemeinsamen Kult in den unterirdischen Friedhof cymeterium catacumbas an der Via Appia und errichtete dort eine Memoria Apostolorum. Das war für die christlich gewordene kaiserliche Familie um 317 der Anlass, diese Gedenkstätte und das Grab des Märtyrers Sebastian mit einer Begräbnisbasilika zu überbauen. Es war eine dreischiffige Pfeilerbasilika mit den Besonderheiten der Umgangsbasilika, die in der Folgezeit mit kleinen Mausoleen und Grabstätten bedeutender römischer Familien umgeben wurde. Nachdem sich der Gedächtniskult für die Apostel Petrus und Paulus wieder in die großen Basiliken über deren Gräbern verlagert hatte, wurde die bisherige Basilica Apostolorum im 8. Jahrhundert dem heiligen Sebastian geweiht und heißt seitdem San Sebastiano fuori le mura. Einzelheiten zu Baugeschichte, Architektur und Ausstattung finden sich bei Wehrens.

## Coemeteriale Umgangsbasiliken und kaiserliche Mausoleen
In den Jahren nach 315 wurden von Konstantin I. und der kaiserlichen Familie über den Gräbern der außerhalb der Stadtmauern beigesetzten Märtyrer sogenannte Coemeterial- oder Umgangsbasiliken (ital. basilica circiforme) errichtet, um möglichst nahe bei den Heiligen als ihren Fürsprechern bestattet werden zu können. Für sich selbst wählte die kaiserliche Familie die aus vorchristlicher Zeit bekannte Form des Rundmausoleums. Die bis heute wieder entdeckten sechs Umgangsbasiliken befinden sich sämtlich auf kaiserlichem Grundbesitz und liegen alle an den großen Ausfallstraßen außerhalb des aurelianischen Mauerrings. Ein Lageplan und maßstabgerechte Grundrisse sowie Beschreibungen der sechs Umgangsbasiliken und der beiden kaiserlichen Mausoleen finden sich bei Hugo Brandenburg und Wehrens.

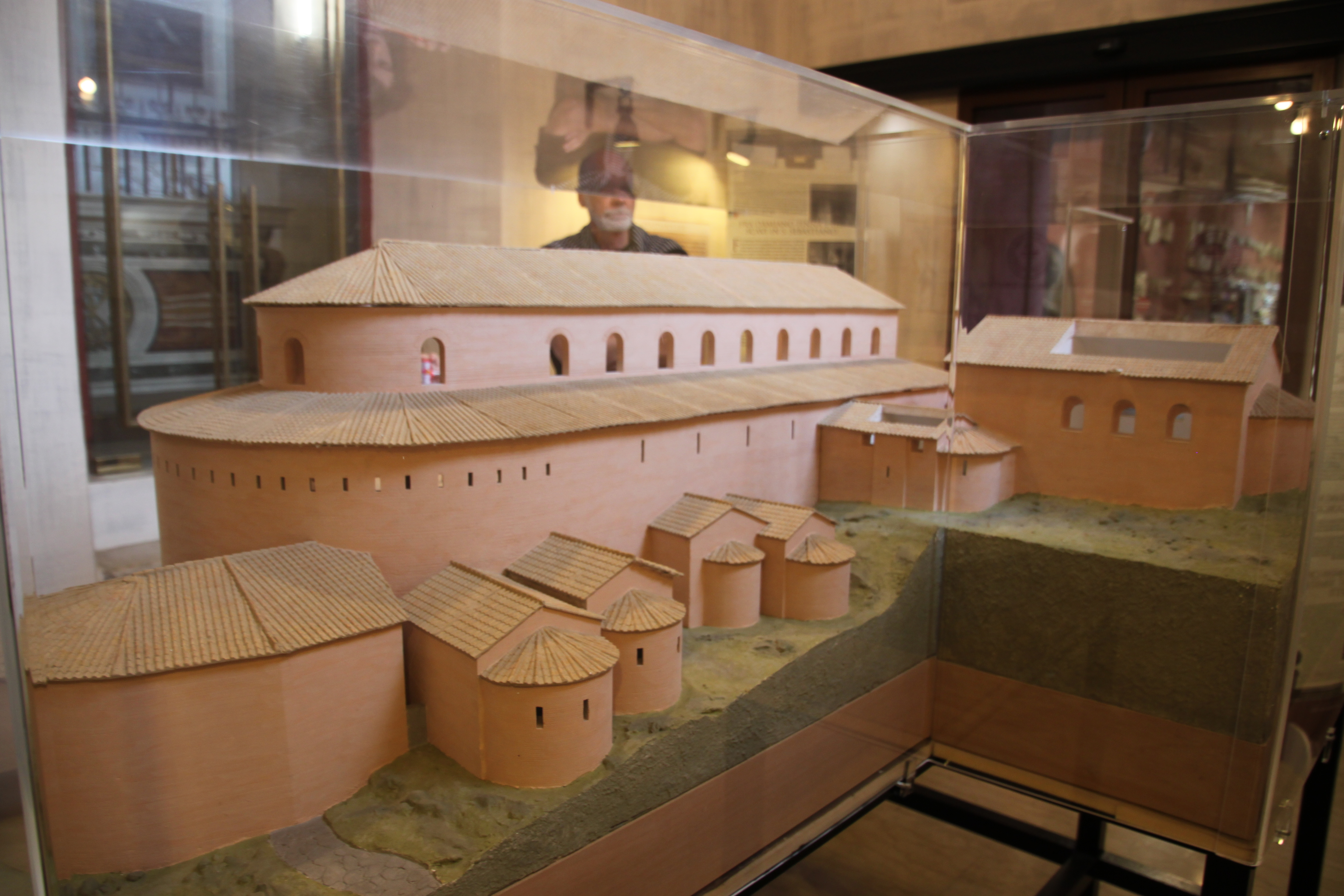
Umgangsbasilika San Sebastiano fuori le mura (ca. 320) mit angebauten Mausoleen (Modell)

Umgangsbasilika Santi Marcellino e Pietro (315–317) und Helena-Mausoleum (um 326)
Zu dem frühchristlichen Bezirk an der damaligen Via Labicana (heute Via Casilina) gehören:
- die Katakombe der Heiligen Marcellinus und Petrus mit den Gräbern dieser römischen Märtyrer,
- die Umgangsbasilika Santi Marcellino e Pietro (ca. 315–317),
- das Mausoleum der Kaisermutter Helena (um 326).

Beinahe gleichzeitig mit dem Bau der Lateranbasilika ließ Konstantin I. um 315 auf dem kaiserlichen Besitztum ad duas lauros („bei den zwei Lorbeerbäumen“) die erste Umgangsbasilika zum Gedächtnis an die Märtyrer der Verfolgung unter Diokletian errichten, die in der dortigen Katakombe beigesetzt worden waren; unter ihnen besonders verehrt wurden Marcellinus und Petrus, genannt Marcellinus presbyter und Petrus exorcista. Diese älteste christliche Basilika zum Totengedächtnis diente auch für den privaten Totenkult und für Bestattungen innerhalb des Kirchenraums. An der Ostseite der Umgangsbasilika wurde um 326 auf Weisung von Konstantin I. ein großes Rundmausoleum errichtet und durch eine Vorhalle mit der Basilika verbunden. Wahrscheinlich zunächst als seine eigene Grablege geplant, wurde es später als Grablege seiner Mutter Helena verwendet (um 329), seitdem als Helenamausoleum bezeichnet. Durch die enge Verbindung von Sakralbau und Mausoleum zu einer axialen Anlage mit je einem von Konstantin gestifteten Altar integrierte man den kaiserlichen Grabbau mit der Begräbniskirche. Das Mausoleum ist als mächtige Ruine erhalten; von der Umgangsbasilika sind nur noch Mauerreste zu sehen.
Umgangsbasilika Tor de’Schiavi (315–320)
Die zweite Begräbnisbasilika entstand um 315 auf dem kaiserlichen Landgut Subaugusta an der alten Via Praenestina bei Tor de’Schiavi, von der nur Pfeilerstümpfe und Mauerreste erhalten geblieben sind. Auch hier befand sich damals eine kleine Katakombe. Daneben war zwischen 305 und 309 das kuppelgewölbte Rundmausoleum Tor de’Schiavi errichtet worden, dessen Bauherr nicht bekannt ist. Gesichert ist nur, dass sich westlich des Mausoleums das Landgut der kaiserlichen Familie der Gordiani befand und dass der Name des Mausoleums von der Familie Vincenzo Rossi dello Schiavo stammt, die das Anwesen im 16. Jahrhundert erworben hat.
Umgangsbasilika San Sebastiano fuori le mura oder Basilica Apostolorum (317–320)
Diese Begräbnisbasilika ist oben bei den Pilgerkirchen Ziffer VII besprochen.

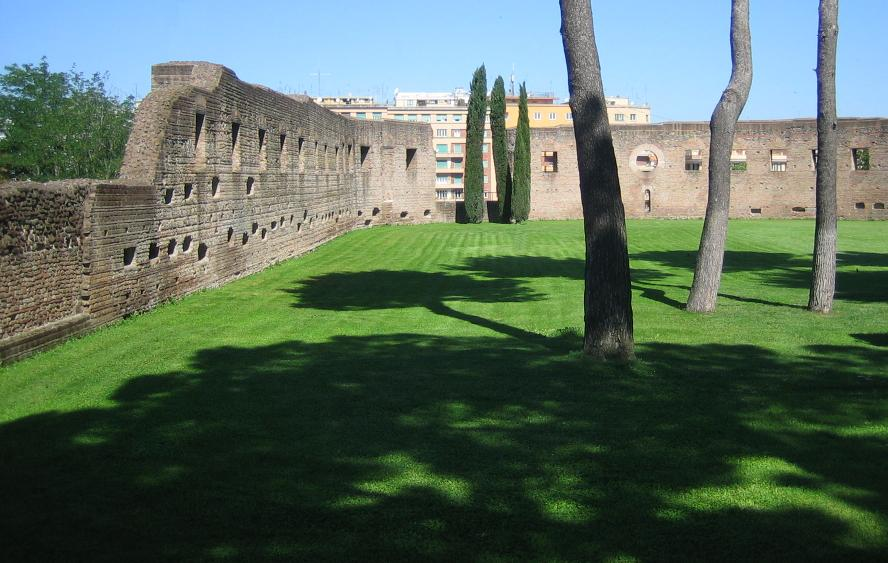
Umgangsbasilika Sant’Agnese, ca. 337

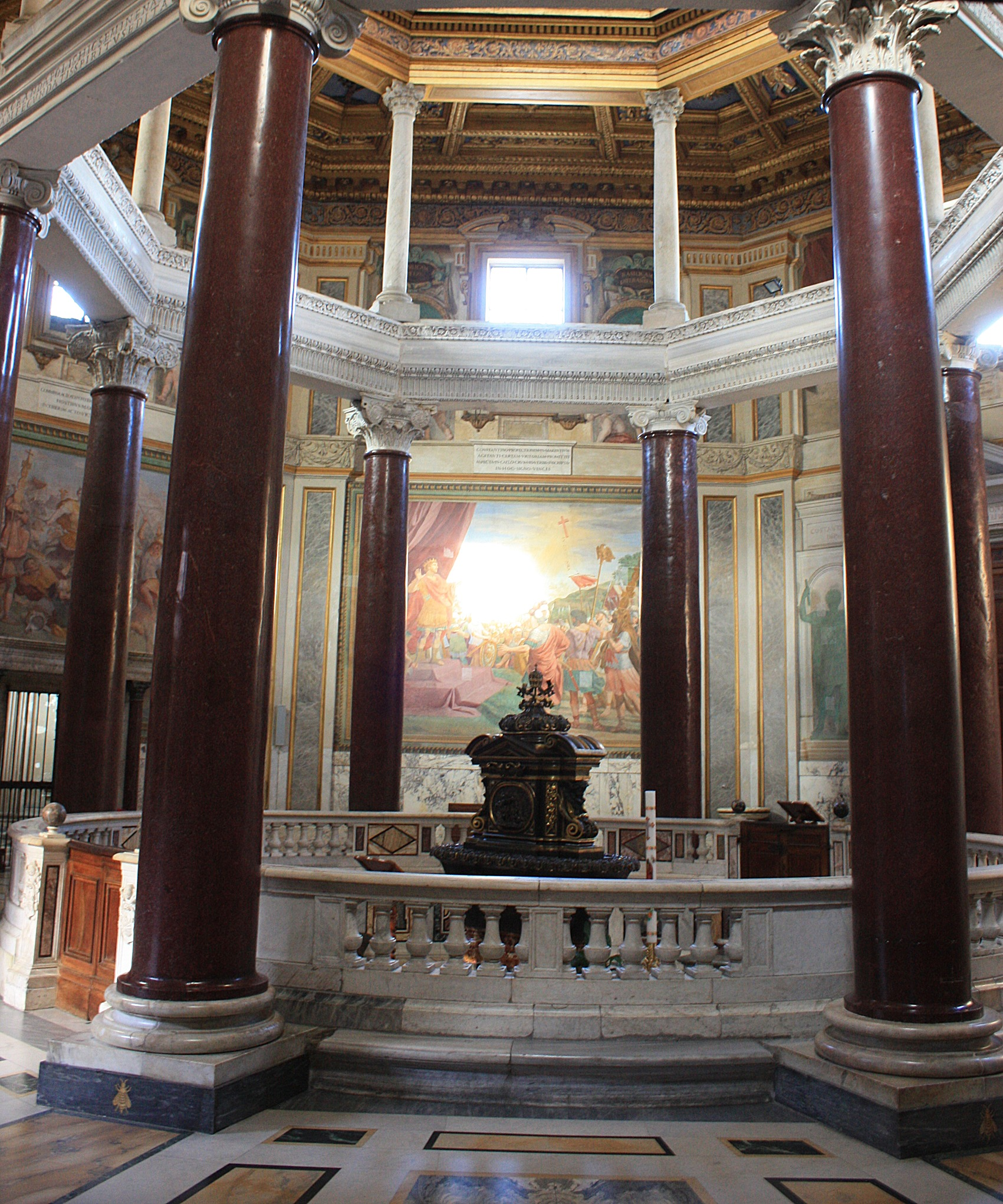
Lateranbaptisterium innen, Bauzustand von 432

Umgangsbasilika an der Via Ardeatina (336)
Zwischen der Via Ardeatina und der Via Appia sind die Fundamente einer weiteren Umgangsbasilika in der Nähe der Calixtus-Katakombe ergraben worden. Dabei handelt es sich wahrscheinlich um die im Liber Pontificalis erwähnte Begräbnisbasilika, die von Marcus um 336 mit Unterstützung durch Konstantin I. auf kaiserlichem Grundbesitz errichtet worden ist. Der Boden der Basilika war auch hier mit Gräbern belegt; ein durch Lage und Größe privilegiertes Grab in der Mitte des Presbyteriums muss bereits bei Erbauung eingeplant gewesen sein. Deshalb wird hier die für Papst Marcus als Stifter vorgesehene Grabstätte vermutet; dafür spricht auch eine weitere Bezeichnung der Basilika als San Marco sull’Ardeatina. Nach Übertragung der Gebeine des Stifterpapstes im 12. Jahrhundert in die innerstädtische Basilika San Marco begann der Zerfall der Begräbniskirche durch Steinraub.

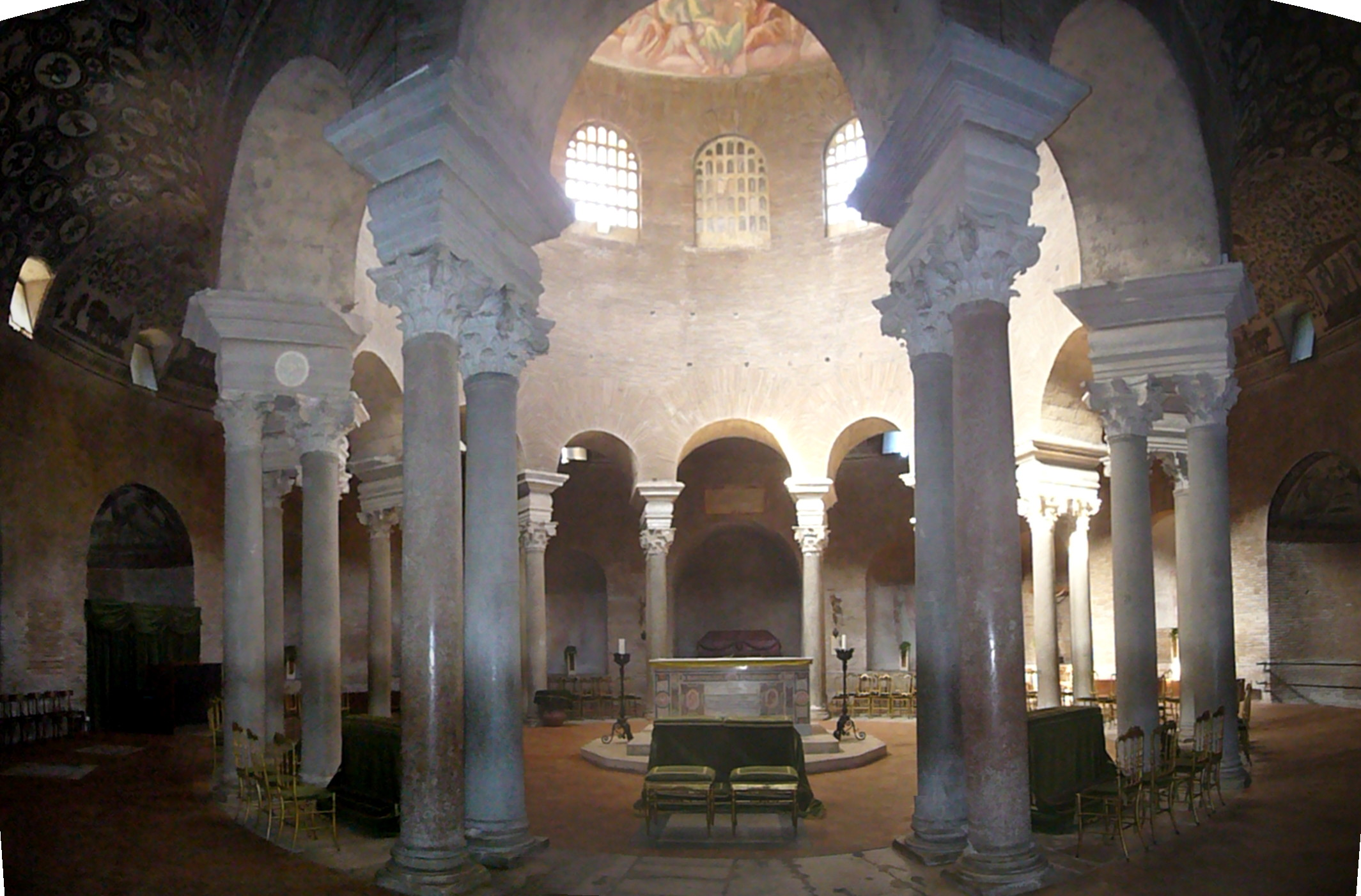
Mausoleum der Constantina, nach 337

Umgangsbasilika Sant’Agnese (um 337) und Constantina-Mausoleum (nach 337)
Zu dem Areal der Umgangsbasilika gehören:
- die Katakomben an der Via Nomentana mit dem Grab der Märtyrerin Agnes (3. Jahrhundert),
- die Umgangsbasilika Sant’Agnese (Coemeterium Agnetis) aus der Zeit um 337,
- das Mausoleum der heiligen Constantina aus der gleichen Zeit (heute Chiesa di Santa Costanza),
- die Emporenbasilika Sant’Agnese fuori le mura von ca. 630 („Honorius-Bau“).

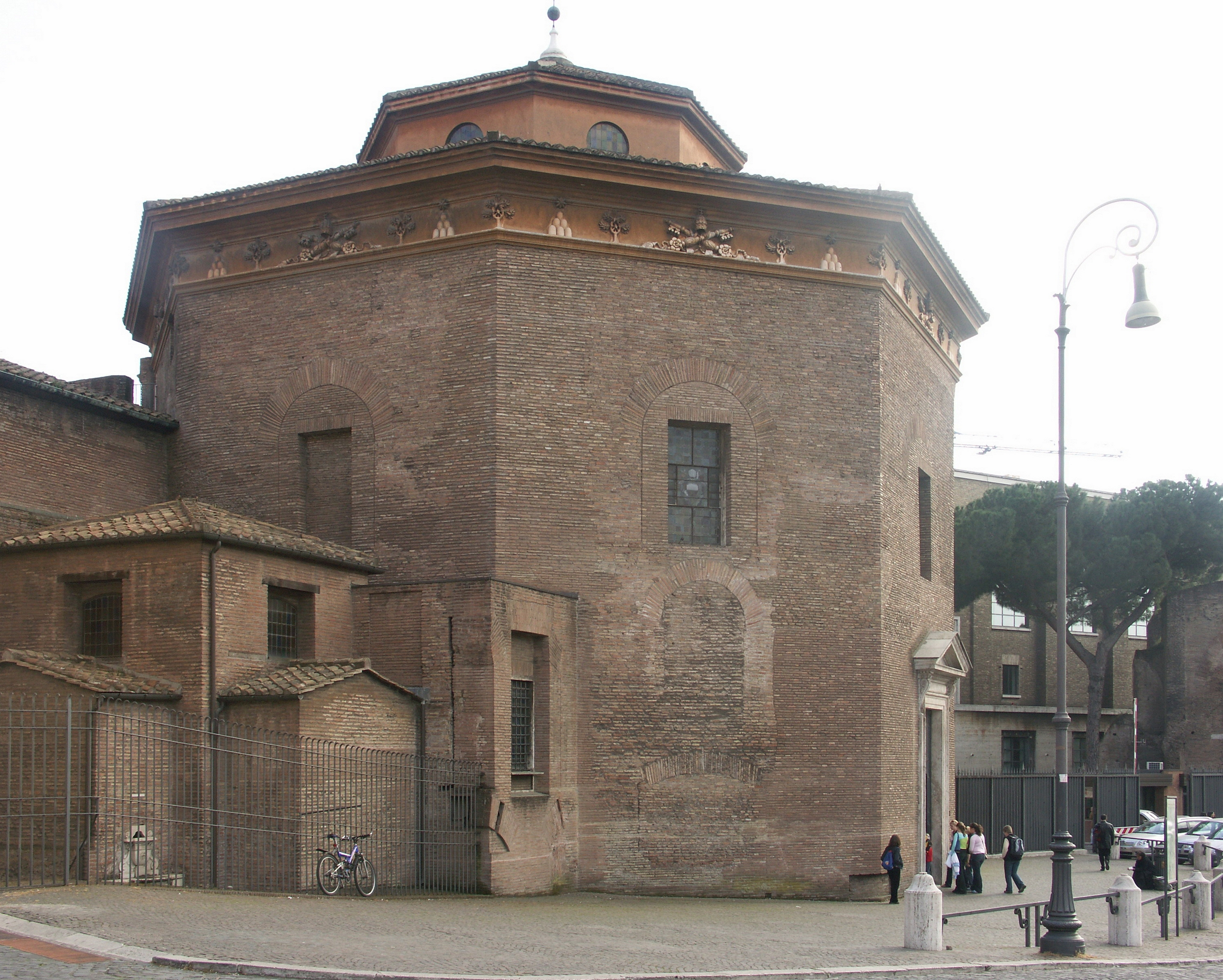
Lateranbaptisterium, Bauzustand von 432/1648

Nach der Überlieferung stiftete Constantina (Tochter Konstantins des Großen) zwischen 337 und 343 die Umgangsbasilika auf dem kaiserlichen Landgut an der Via Nomentana zu Ehren der dort begrabenen heiligen Agnes von Rom. Es war die größte der bisherigen Begräbniskirchen Roms (98 × 40 m), von der die Außenmauern der riesigen Apsis und die südliche Seitenschiffwand erhalten geblieben sind. Vom ehemaligen Vorhof aus führte eine breite Treppe zum Grab der in Rom hochverehrten Heiligen hinab. Nur wenige Jahre nach Baubeginn ließ sich Constantina neben dem südlichen Seitenschiff ihr eigenes Mausoleum errichten, in dem sie selbst und später auch ihre Schwester Helena beigesetzt wurden (354 und 360). In diesem Rundbau mit außergewöhnlicher Architektur und reicher Ausstattung haben sich die ältesten Mosaiken der christlichen Monumentalarchitektur erhalten (um 350 und 370).
Unter Papst Honorius I. wurde um 630 neben der großen Umgangsbasilika mit dem Constantina-Mausoleum die wesentlich kleinere Emporenbasilika Sant’Agnese fuori le mura errichtet, und zwar in der Weise, dass Presbyterium und Altar über dem Grab der heiligen Agnes lagen. Um den zahlreichen Pilgern trotz der beengten Baufläche und der schwierigen Bodenverhältnisse Raum bieten zu können, hat man die Form einer dreischiffigen Basilika mit geräumigem Emporengeschoss gewählt. Von der prunkvollen Inneneinrichtung sind außer dem Apsismosaik (um 638) nur der Bischofsthron und Teile der alten Marmorverkleidung erhalten geblieben. Hervorzuheben ist die besonders kunstvoll gearbeitete Schola cantorum (13. Jahrhundert) mit den mosaikinkrustierten Säulen.
Umgangsbasilika an der Via Tiburtina, genannt Basilica maior (337–351). (Zu dem sakralen Bereich siehe oben bei der Basilika San Lorenzo fuori le mura).
Die nach Planungen von Konstantin I. und dem römischen Bischof Silvester I. ab 337 errichtete jüngste aller Umgangsbasiliken der Stadt war ebenfalls eine kaiserliche Stiftung. Sie entstand auf dem Landgut Fundus Veranus (nach Kaiser Lucius Verus), dem heutigen Friedhof Campo Verano, neben dem Grab des Märtyrers Laurentius von Rom. Von der dreischiffigen Basilika mit umlaufenden Seitenschiffen führte eine Treppenanlage zur Katakombe mit dem Märtyrergrab hinunter. Um 580 ließ Papst Pelagius II. auf der Nordseite der Umgangsbasilika eine kleinere Laurentiuskirche („Pelagius-Bau“) genau über dem Laurentiusgrab errichten; dazu musste der Hügel über der Katakombe teilweise abgetragen und der Neubau, ebenfalls eine Emporenbasilika, zur Hälfte unterirdisch angelegt werden. In der Krypta unter dem Presbyterium werden die Gebeine des heiligen Laurentius in einem antiken Sarkophag aufbewahrt; später wurden hierhin auch die Reliquien des Erzmärtyrers Stephanus übertragen, so dass beide Stadtpatrone Roms hier gemeinsam verehrt werden konnten. Von den von Pelagius II. gestifteten Mosaiken ist nur das Mosaik am Apsisbogen erhalten geblieben. Papst Honorius III. ließ in der Zeit nach 1200 die im Westen stehende Apsis des Pelagius-Baus abreißen und ein neues Langhaus mit Vorhalle anbauen („Honorius-Bau“); dabei wurde das bisherige Langhaus des Pelagius-Baus angehoben und zu dem neuen Chorraum mit Confessio und Hauptaltar im Osten umgestaltet. Ciborium, Bischofsthron, Ambo, Osterleuchter und Fußboden sind Mosaikarbeiten der Kosmaten.

## Baptisterien
Lateranbaptisterium bei der Lateranbasilika, auch San Giovanni in Fonte genannt. Gleichzeitig mit der Lateranbasilika ließ Konstantin I. daneben um 315 das erste christliche Taufhaus überhaupt errichten, und zwar als mehrgeschossigen Bau auf rundem Grundriss, mit rundem Taufbecken und einer Innenausstattung mit roten Porphyrsäulen; es wurde als fons Lateranensis oder baptisterium basilicae constantiniana bezeichnet. Auf den alten Fundamenten entstand dann ab 432 unter Sixtus III. das heute noch bestehende Oktogon mit doppelstöckigem Aufbau unter Verwendung der konstantinischen Porphyrsäulen, seit 1648 mit achteckiger Kuppel. Dieser Bau wurde Vorbild für spätere Baptisterien und andere Zentralbauten. In der gleichzeitig errichteten Vorhalle ist ein Mosaik (um 440) erhalten geblieben, das gedeutet wird als Vergleich des Eintritts in das christliche Leben bei der Taufe mit dem Eintritt in das jenseitige Leben durch den Tod. Bemerkenswert sind auch die angebauten Kapellen zu Ehren Johannes des Täufers und Johannes des Evangelisten sowie das Oratorio di San Venanzio mit Mosaiken des 5. und 7. Jahrhunderts. Eine Beschreibung von Architektur und Ausstattung einschließlich guter Abbildungen sind bei Hugo Brandenburg zu finden.
Weitere Taufeinrichtungen in spätantiken Kirchen Roms wurden von Kristina Friedrichs zusammengestellt.

## Die bedeutendsten Kirchen des ersten Jahrtausends
Im Gegensatz zu den ersten kirchlichen Großbauten Roms, die vom Kaiser und seiner Familie gestiftet worden waren, lassen sich die Gründungen der ersten Titelkirchen meistens auf private Stifter und auf römische Bischöfe zurückführen. Diese etwas kleineren Kirchenbauten brachten viele neue Bauideen mit sich, z. B. den mit Mosaiken geschmückten Triumphbogen, die Schola cantorum, das Ciborium über dem Hauptaltar und den Bischofsthron. Die Namen der frühchristlichen Kirchen gehen häufig zurück auf Namen der Grundstückseigentümer oder Stifter. Erst im frühen Mittelalter traten an deren Stelle die Namen von Heiligen, wobei vereinzelt ein alter Besitzername einfach mit dem Zusatz Sanctus oder Sancta versehen wurde.

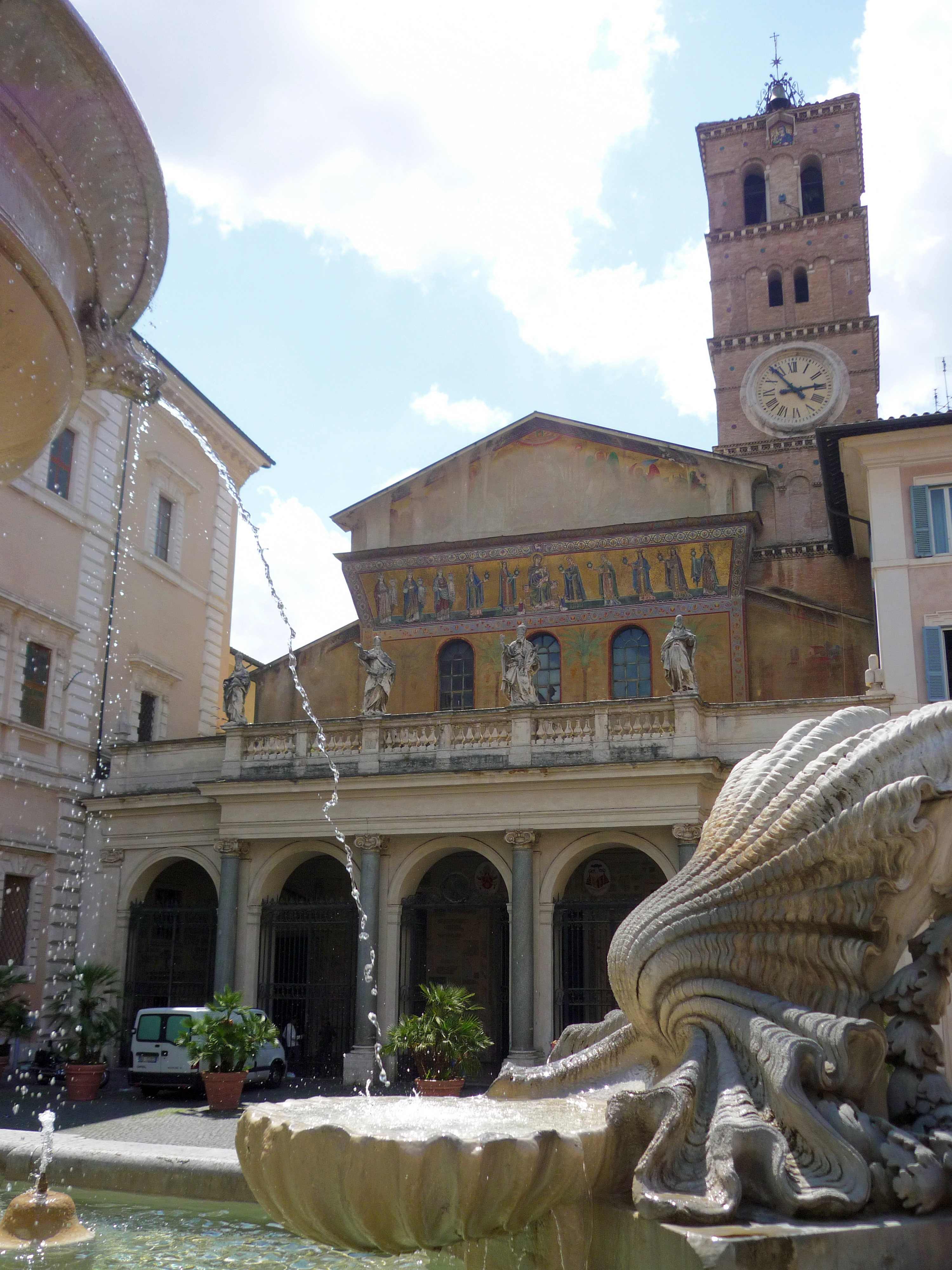
Santa Maria in Trastevere (um 380/1130)

Einzelheiten zu Lage, Patrozinium, Baugeschichte, Architektur und Kirchenausstattung finden sich unter den jeweils markierten internen Links. Die Kirchenbauten sind chronologisch geordnet nach den festgestellten oder vermuteten Gründungsdaten; die chronologische Anordnung wird nicht eingehalten bei Bauten auf einem zusammenhängenden Areal. Außer den gebräuchlichen italienischen Namen sind regelmäßig auch die ursprünglichen lateinischen Bezeichnungen der Kirchen angeführt.

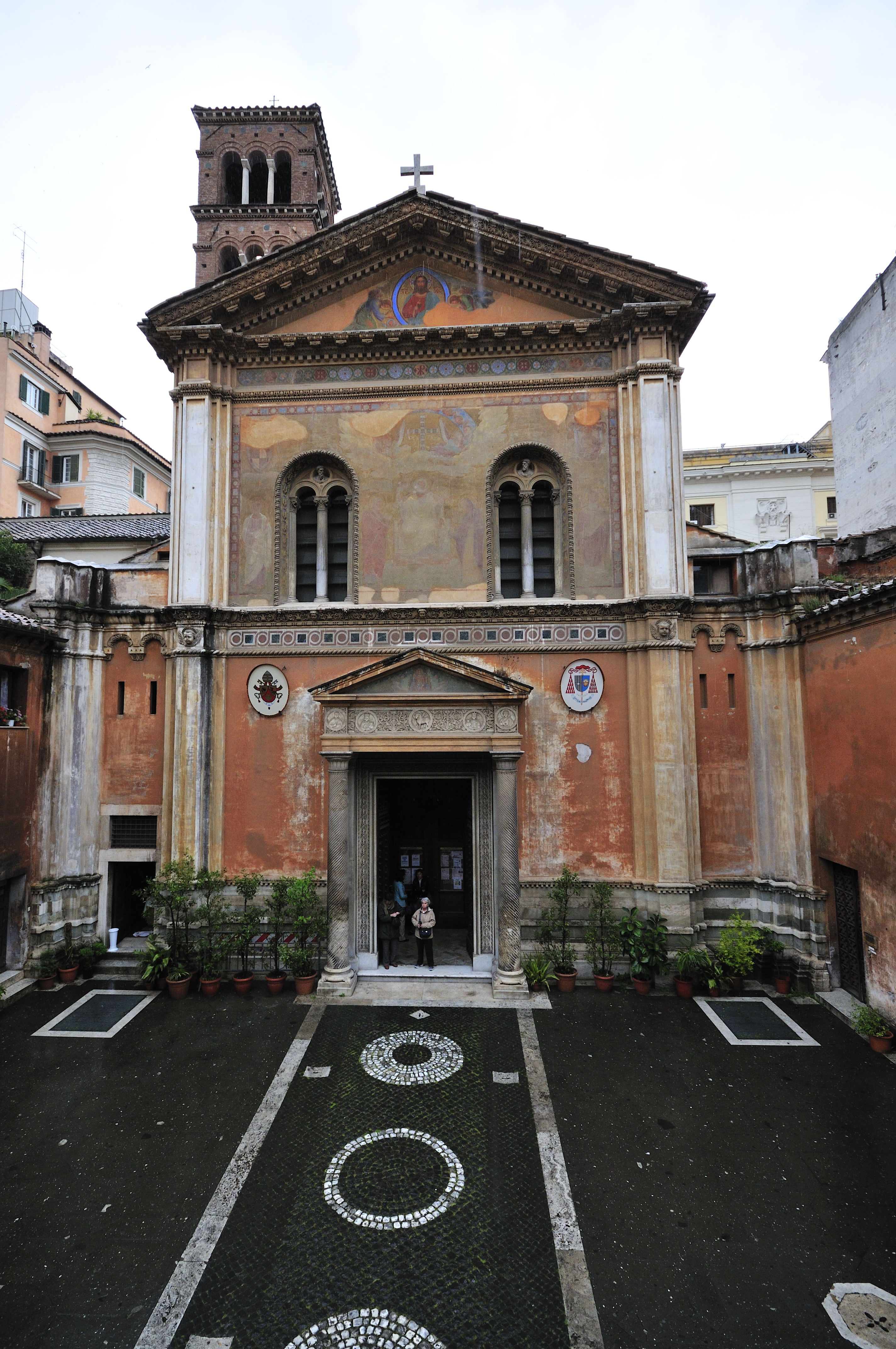
Santa Pudenziana (nach 380)

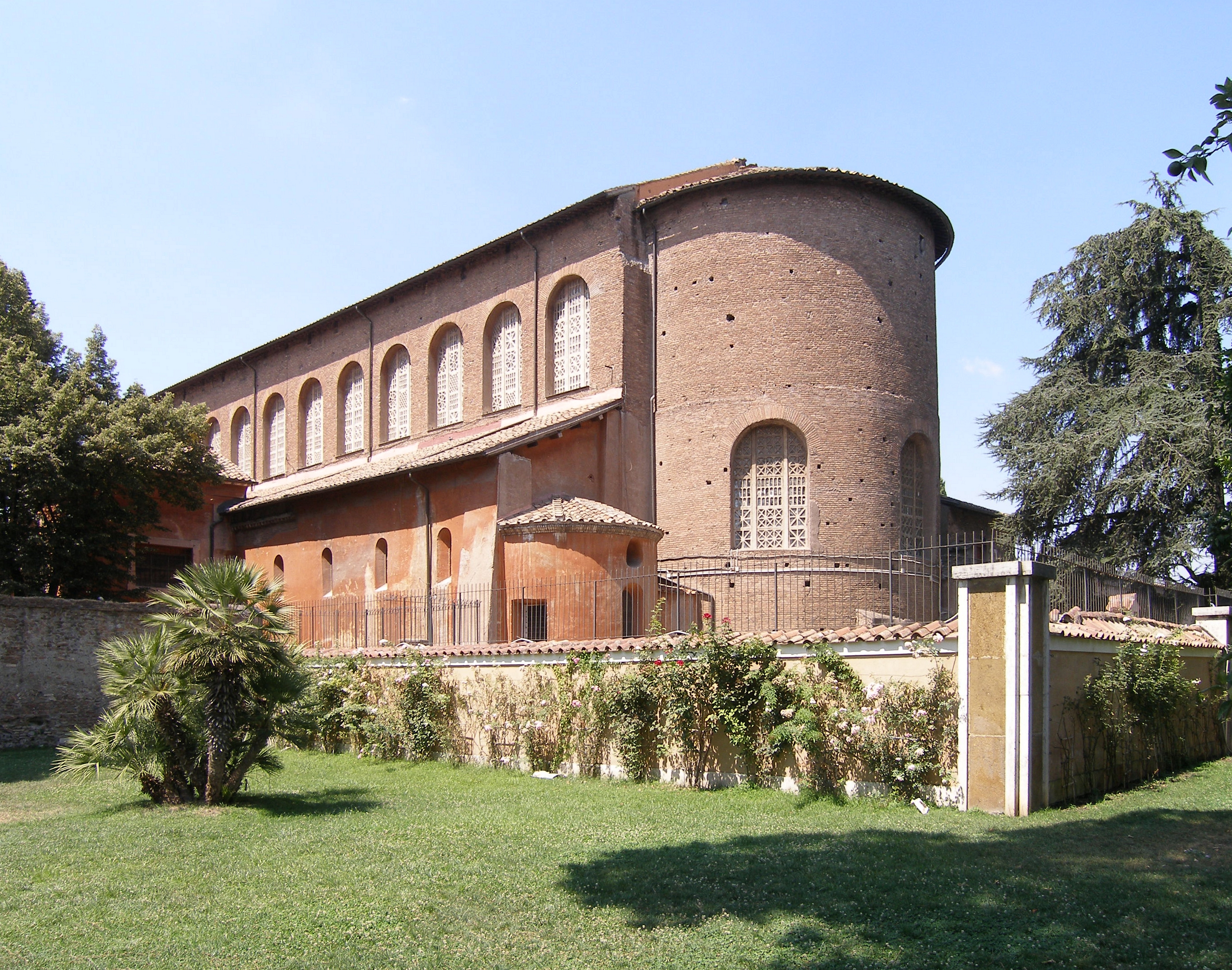
Santa Sabina (um 422)

- Santi Silvestro e Martino ai Monti (Titulus Sivestri, Titulus Equitii) 314–335
- San Marco (Titulus Marci) 336
- Santa Maria in Trastevere (Titulus Iulii) 337–352
- Sant’Anastasia al Palatino (Titulus Anastasiae) 355
- Santi Nereo ed Achilleo (Titulus Fasciolae) ca. 369
- San Lorenzo in Damaso (Titulus Damasi) 366–384
- Santa Pudenziana (Titulus Pudentis) 380
- San Clemente (Titulus Clementis) 384–399
- San Sisto Vecchio (Titulus Crescentianae) um 400
- San Vitale (Titulus Vestinae) 402–417
- Santi Giovanni e Paolo (Titulus Pammachii) vor 410
- San Marcello al Corso (Titulus Marcelli) um 410
- Santa Sabina (Titulus Sabinae) 422–440

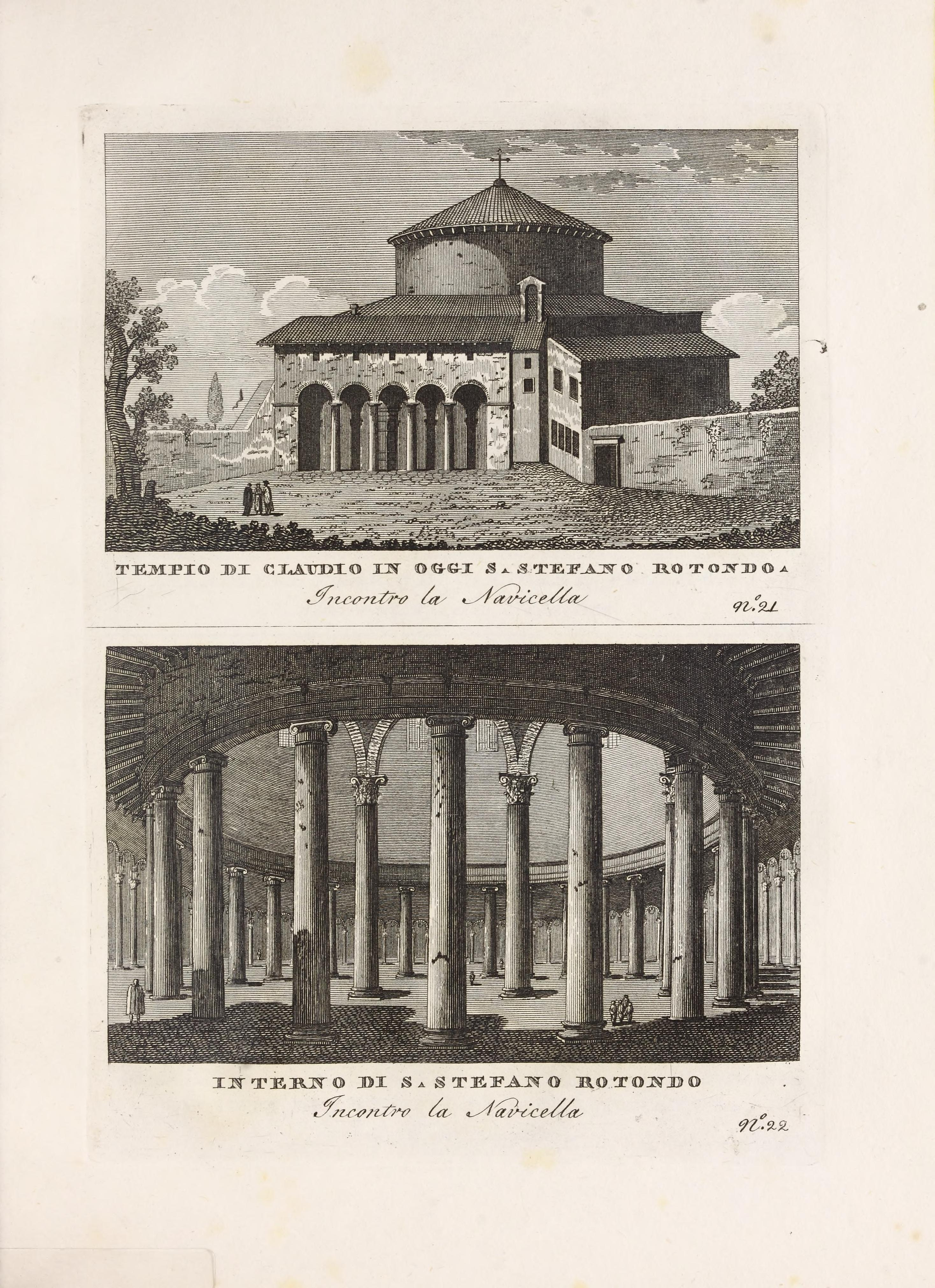
Santo Stefano Rotondo (um 462)

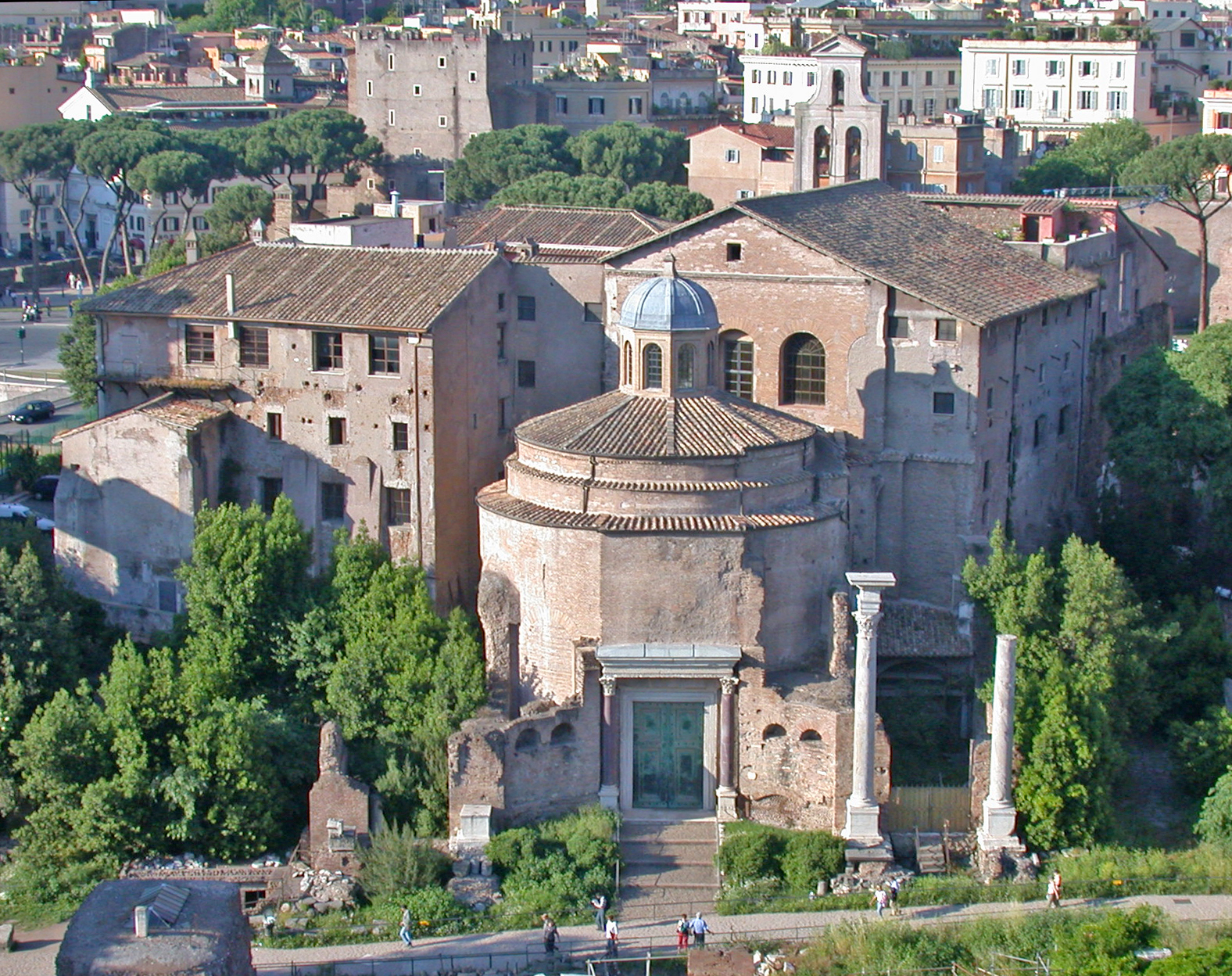
SS. Cosma e Damiano (nach 527) und sog. Tempel des Romulus (309)

- San Lorenzo in Lucina (Titulus Lucinae) 432–440
- Santa Maria Maggiore (Ecclesia Sanctae Dei Genetricis) ab 432 (siehe oben bei Ziffer IV)
- San Pietro in Vincoli (Titulus S. Petri in vinculis) 432–440
- Santa Susanna (Titulus Gaii / Titulus Sanctae Susannae) Anfang 5. Jh.
- Sant’Eusebio (Titulus Eusebii) um 440
- San Crisogono in Trastevere (Titulus Chrysogoni) um 450
- Santo Stefano Rotondo (S. Stephanus in Caelio Monte) ca. 450–470
- Santa Cecilia in Trastevere (Titulus Caeciliae transtiberim) um 464
- Santi Quattro Coronati (Titulus Aemilianae) 5. Jh.
- Santa Balbina (Titulus Sanctae Balbinae) 5. Jh.
- Santa Bibiana (Sancta Bibiana) 468–483
- Sant’Andrea cata Barbara (S. Andreas cata Barbara) 468–483
- Sant’Agata dei Goti (Sancta Agatha Gothorum) um 470
- Santo Stefano in Via Latina (S. Stephanus via Latina) um 470
- San Giovanni a Porta Latina (S. Ioannis in Portam Latinam)um 490
- Santa Prassede (Titulus Praxedis) um 491
- Santa Prisca (Titulus Priscae) vor 499
- San Pancrazio (S. Pancratius) um 510
- Santi Cosma e Damiano (SS. Cosmae et Damiani) 527
- Santi Quirico e Giulitta (SS. Cyriacus et Iulitta) um 530
- Santa Maria Antiqua um 550

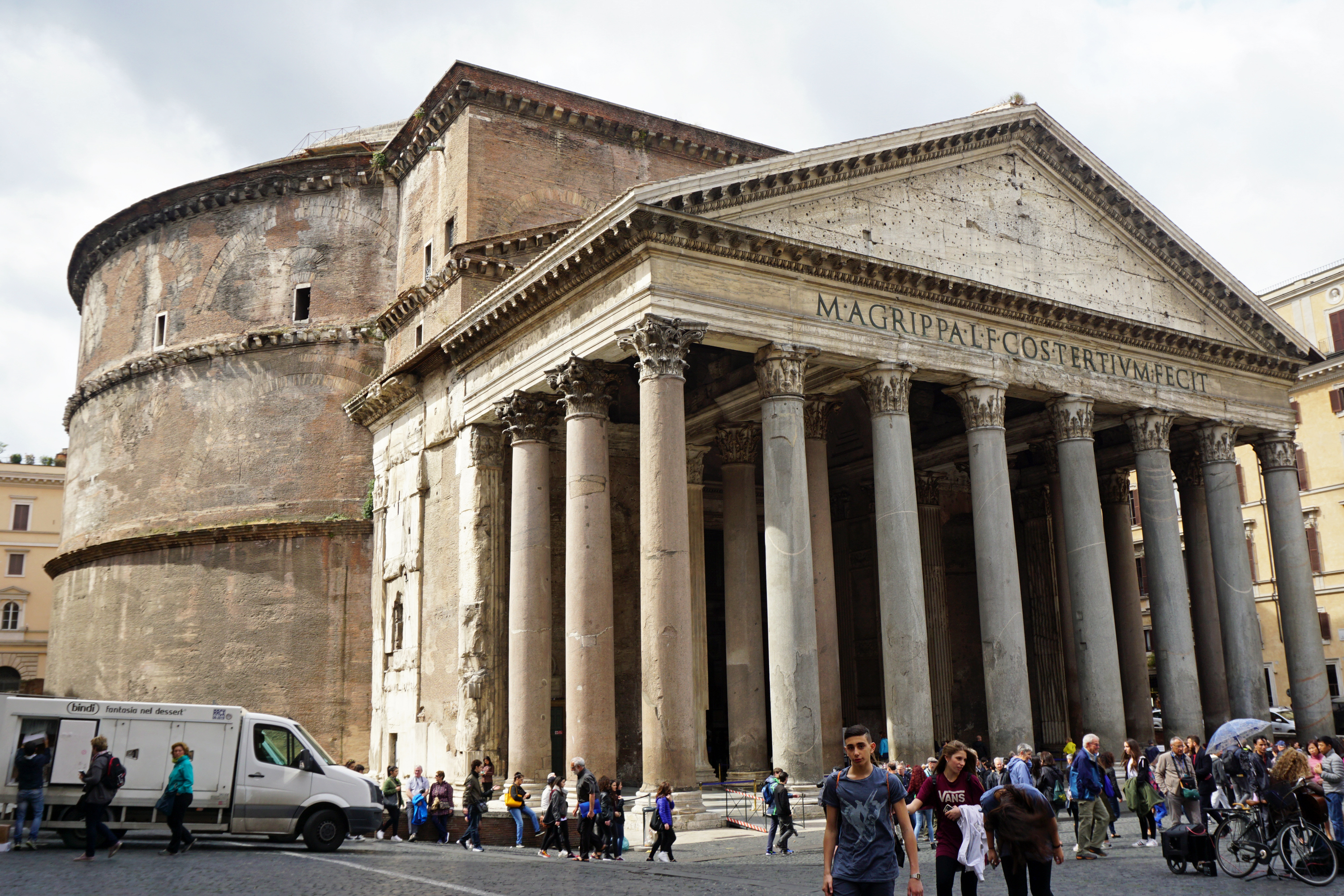
Pantheon, seit 609 Sancta Maria ad Martyres

- San Lorenzo fuori le mura Pelagius-Bau um 580; Honorius-Bau um 1216
- Santa Maria in Cosmedin (S. Maria in Schola graeca) um 580
- San Teodoro al Palatino (Titulus Sancti Theodori) Ende 6. Jahrhundert
- Pantheon (Sancta Maria ad Martyres) 609
- Sant’Agnese fuori le mura um 625–630
- Sant’Adriano am Forum Romanum (Ecclesia beati Hadriani, um 630)
- San Saba (Sanctus Sabbas) um 650
- San Giorgio in Velabro (Basilica S. Georgi) um 685
- Santa Maria in Domnica („La Navicella“) um 820
- Santa Francesca Romana (Sancta Maria Nova) um 850

## Bedeutende Kirchen vom Mittelalter bis zur Neuzeit

### Gotische Kirchen
- Santa Maria sopra Minerva wird als gotischer Bau bezeichnet. Die Dominikaner ließen die Kirche 1280 errichten, vermutlich von Baumeistern aus Florenz. Die heutige Fassade 1453 ist in strenger Frührenaissance gehalten. Im reichgeschmückten Innenraum befinden sich unter anderen Grabstätten der heiligen Katharina von Siena und des seligen Fra Angelico. Unter den zahlreichen Kunstwerken von Bernini und anderen, ragt Michelangelos Auferstandener mit den Leidenswerkzeugen hervor, dessen Nacktheit jedoch seit Jahrhunderten von einem Lendenschurz aus Metall bedeckt wird.
- San Nicola a Capo di Bove wurde Anfang des 14. Jahrhunderts im Castrum Caetani an der Via Appia Antica erbaut.
- Ursprünglich ebenfalls im gotischen Stil errichtet waren Santissima Trinità dei Monti und Santa Maria dell’Anima, die deutsche Nationalkirche.

### Renaissance-Kirchen

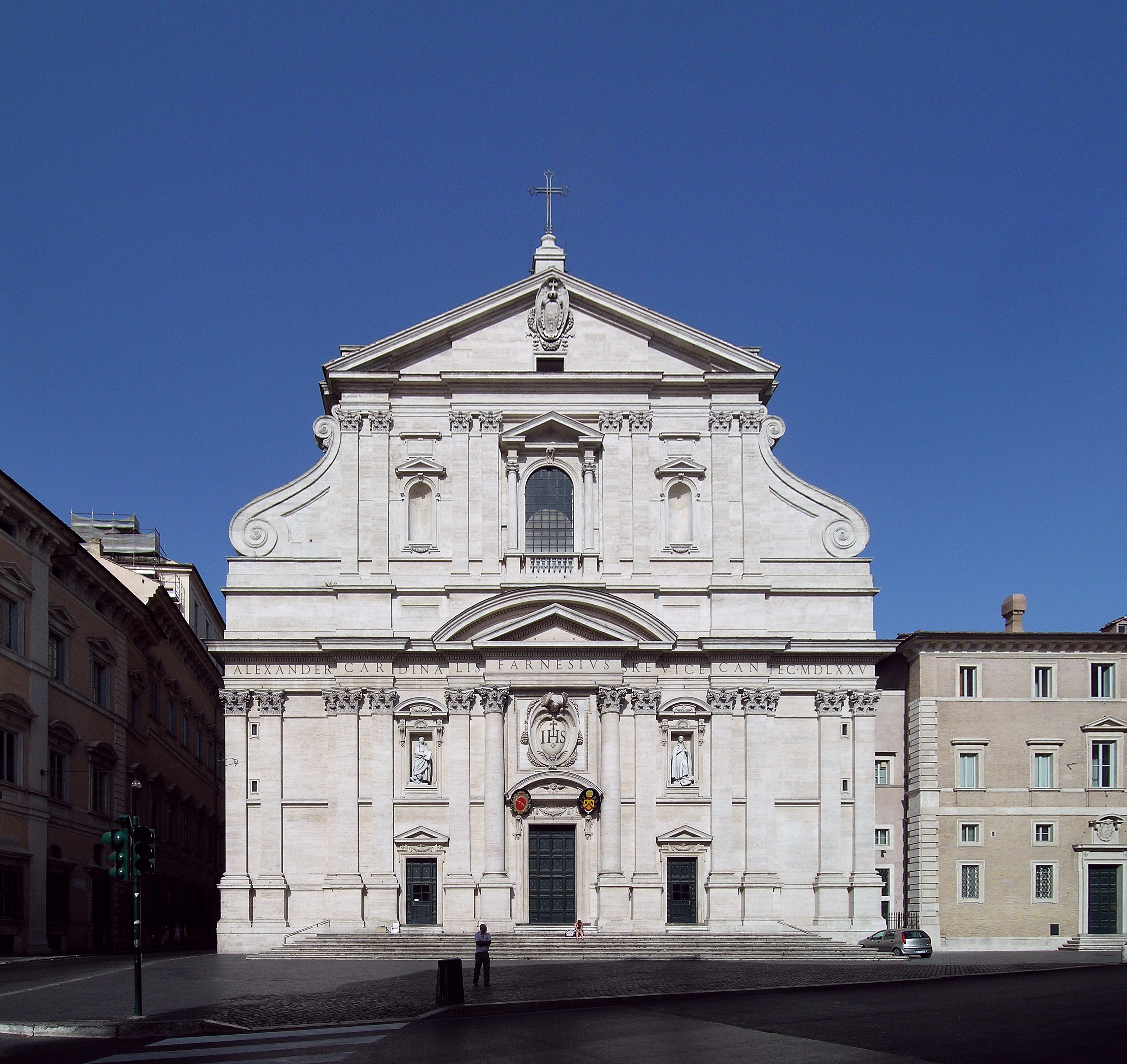
Il Gesù (1568)

- Santa Maria del Popolo ist angeblich an dem Ort erbaut, wo Kaiser Nero starb und begraben ist. Die Kirche wurde unter Papst Sixtus IV. erbaut. Im ehemaligen Augustinerkloster bei der Kirche weilte Martin Luther bei seinem Romaufenthalt in jungen Jahren. Die Kirche enthält Kunstwerke von Bernini und Caravaggio.
- Sant’Agostino birgt unter dem Hauptaltar das Grab der heiligen Monika, der Mutter des heiligen Augustinus, sowie ein Raffael zugeschriebenes Fresko und die berühmte Madonna dei Pellegrini von Caravaggio.
- San Luigi dei Francesi, die 1589 eingeweihte Nationalkirche der Franzosen in Rom, beherbergt drei berühmte Gemälde von Caravaggio, darunter die Berufung des Matthäus. Die Renaissance-Fassade wurde von Giacomo della Porta gestaltet, das Innere wurde Mitte des 18. Jahrhunderts im spätbarocken Stil umgestaltet.
- Die Kirche Santa Maria degli Angeli wurde von Michelangelo in die Ruinen der Diokletiansthermen an der Piazza della Repubblica integriert. Die Kirche wurde später barock ausgebaut. Das Querschiff fiel dabei länger aus als das Langhaus. Die Sonnenuhr und der Meridian zur Bestimmung des gregorianischen Kalenders in der Kirche sind beachtenswert.

### Barock-Kirchen

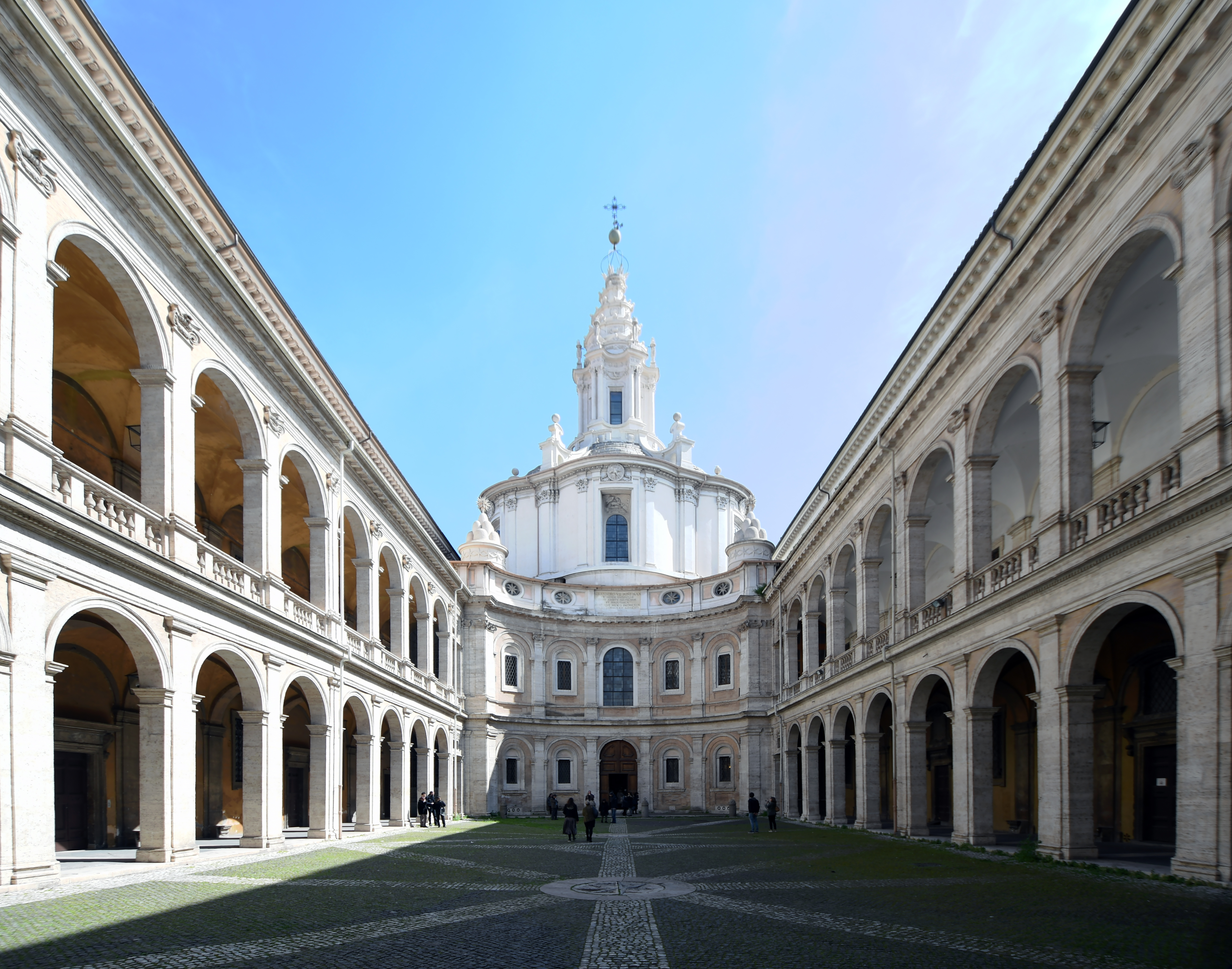
Sant’Ivo alla Sapienza (1642)

- Die Kirche Il Gesù gilt als Prototyp einer Barockkirche. Sie steht dort, wo 1556 der Gründer des Jesuitenordens, Ignatius von Loyola, starb. Das Grab des Heiligen befindet sich im linken Seitenarm. Der Altarschmuck aus Gold, Marmor und Alabaster enthält das größte bekannte Stück Lapislazuli in Form einer von Engeln getragenen Weltkugel. Das Deckengemälde im Mittelschiff zeigt in perspektivischer Malerei die Glorie des „Namens Jesu“, stilbildend für die Folgezeit in ganz Europa. Im rechten Seitenarm befindet sich der mumifizierte Arm des heiligen Franz Xaver, der Gründungsmitglied des Jesuitenordens war und als erster Missionar bis nach Asien kam.
- Sant’Ignazio di Loyola in Campo Marzio – oder kurz: Sant’Ignazio – wurde 1626 als zweite große Jesuitenkirche begonnen und 1685 vollendet. Sehenswert sind die perspektivischen Deckenfresken des Jesuiten Andrea Pozzo, die man von einem am Boden markierten Punkt aus betrachten sollte (von jedem anderen Punkt aus sind die Bilder verzerrt). Die optische Täuschung der in Wirklichkeit völlig flachen gemalten Scheinkuppel verblüfft auch heute noch die Besucher. Die Piazza di Sant’Ignazio vor der Kirche ist ein Rokokoensemble aus dem 18. Jahrhundert von Filippo Raguzzini.
- Sant’Andrea della Valle besitzt die drittgrößte Kuppel von Rom nach Pantheon und Petersdom; die Kuppel wurde in den 1620er Jahren von Lanfranco ausgemalt, die Apsis wenige Jahre später von Domenichino.
- Die Chiesa Nuova (Santa Maria in Vallicella) aus dem 16. Jahrhundert ist die letzte Ruhestätte des heiligen Philipp Neri mit angebautem Oratoriumsgebäude von Francesco Borromini.
- Sant’Agnese in Agone an der Piazza Navona wurde 1652 von Rainaldi begonnen und dann von Borromini ausgeführt.
- Die später an einen anderen Standort umgesetzte und heute als Kulturzentrum genutzte Santa Rita da Cascia in Campitelli entstand um 1653.
- San Carlino (eigentlich San Carlo alle Quattro Fontane), erbaut von Borromini zwischen 1638 und 1663. Die Kirche liegt an der Kreuzung der Via delle Quattro Fontane mit der Via del Quirinale bzw. Via XX Settembre. Von dieser Kreuzung aus kann man drei Obelisken sehen: den auf dem Quirinalsplatz (Obelisco del Quirinale), den oberhalb der Spanischen Treppe (Obelisco Sallustiano) und den an der Kirche Santa Maria Maggiore (Obelisco Esquilino). Außerdem befinden sich an dieser Kreuzung die auf die vier Ecken der Kreuzung verteilten vier Brunnen (Quattro Fontane).
- Sant’Andrea al Quirinale, nur einige Meter entfernt, ist ein Werk von Bernini aus den Jahren 1658 bis 1671, ein Juwel des Barock. Ein überwältigender Raumeindruck entsteht durch die querelliptische Kubatur.
- Sant’Ivo alla Sapienza, wurde 1642 bis 1664 von Borromini gebaut.
- Santa Maria della Vittoria an der Via XX Settembre wurde 1605 bis 1625 errichtet. Das bekannteste Kunstwerk ist die Skulptur Die Verzückung der heiligen Therese von Bernini.
- Die Santa Maria della Neve al Colosseo bestand schon im 12. Jahrhundert und wurde später im Stil des Spätbarock umgebaut.

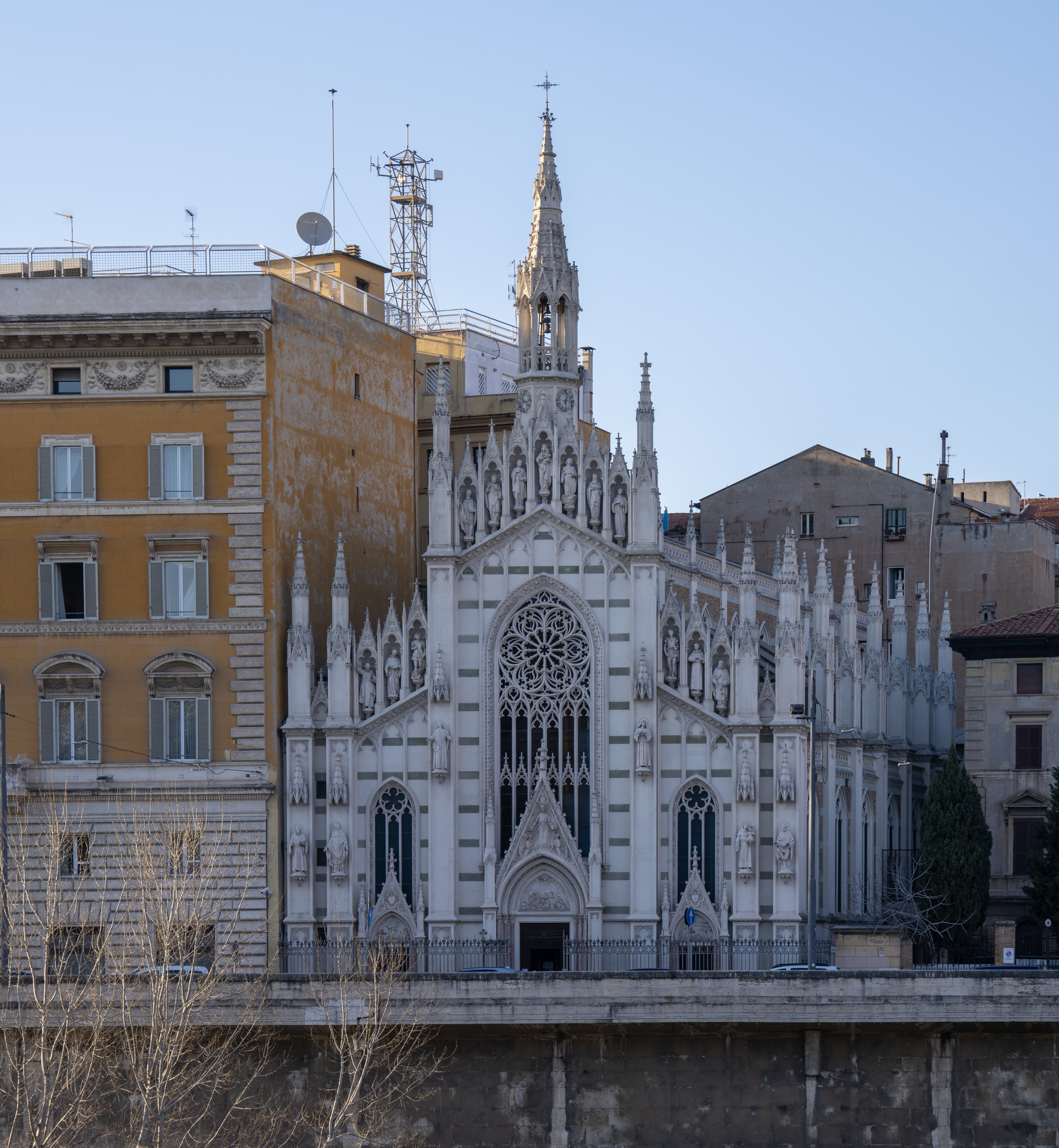
Sacro Cuore del Suffragio (19. Jh.)

### Historismus
- Mit Sant’Alfonso und Sacro Cuore del Suffragio ist in Rom auch die Neugotik vertreten.
- Christuskirche, evangelisch-lutherische Kirche, 1910 bis 1922 von Franz Schwechten erbaut

### Moderne Kirchen
- Basilica dei Santi Pietro e Paolo im Stadtteil E.U.R.
- San Leone Magno
- Dio Padre Misericordioso (auch Chiesa del Giubileo genannt) ist ein nach den Plänen des US-amerikanischen Architekten Richard Meier errichteter und 2003 eingeweihter Kirchenbau im römischen Vorort Tor Tre Teste.

## Auflistung der übrigen Kirchen vom 10. bis zum 21.Jahrhundert
Diese Liste enthält die weniger bekannten römisch-katholischen Kirchen vom 11. Jahrhundert bis zur Neuzeit. Einzelheiten zu deren Lage, Patrozinium, Baugeschichte, Architektur und Ausstattung finden sich jeweils unter den markierten internen Links und Weblinks.
10. Jahrhundert
- Sant’ Urbano
- Kirche San Cosimato

11. Jahrhundert
- San Bartolomeo all’Isola, um 1000
- Santa Lucia della Tinta, 1002

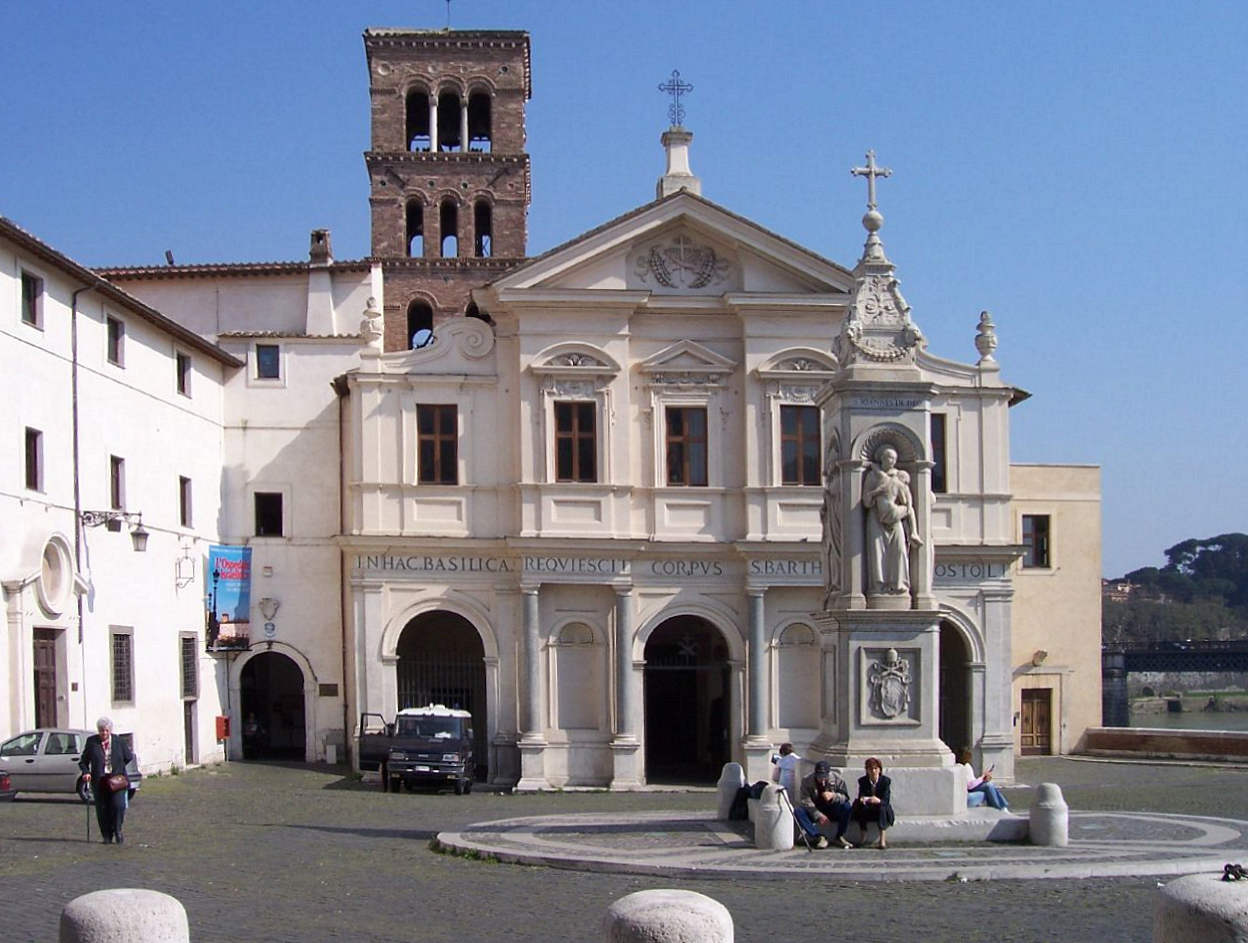
S. Bartolomeo all’Isola (997/1113)

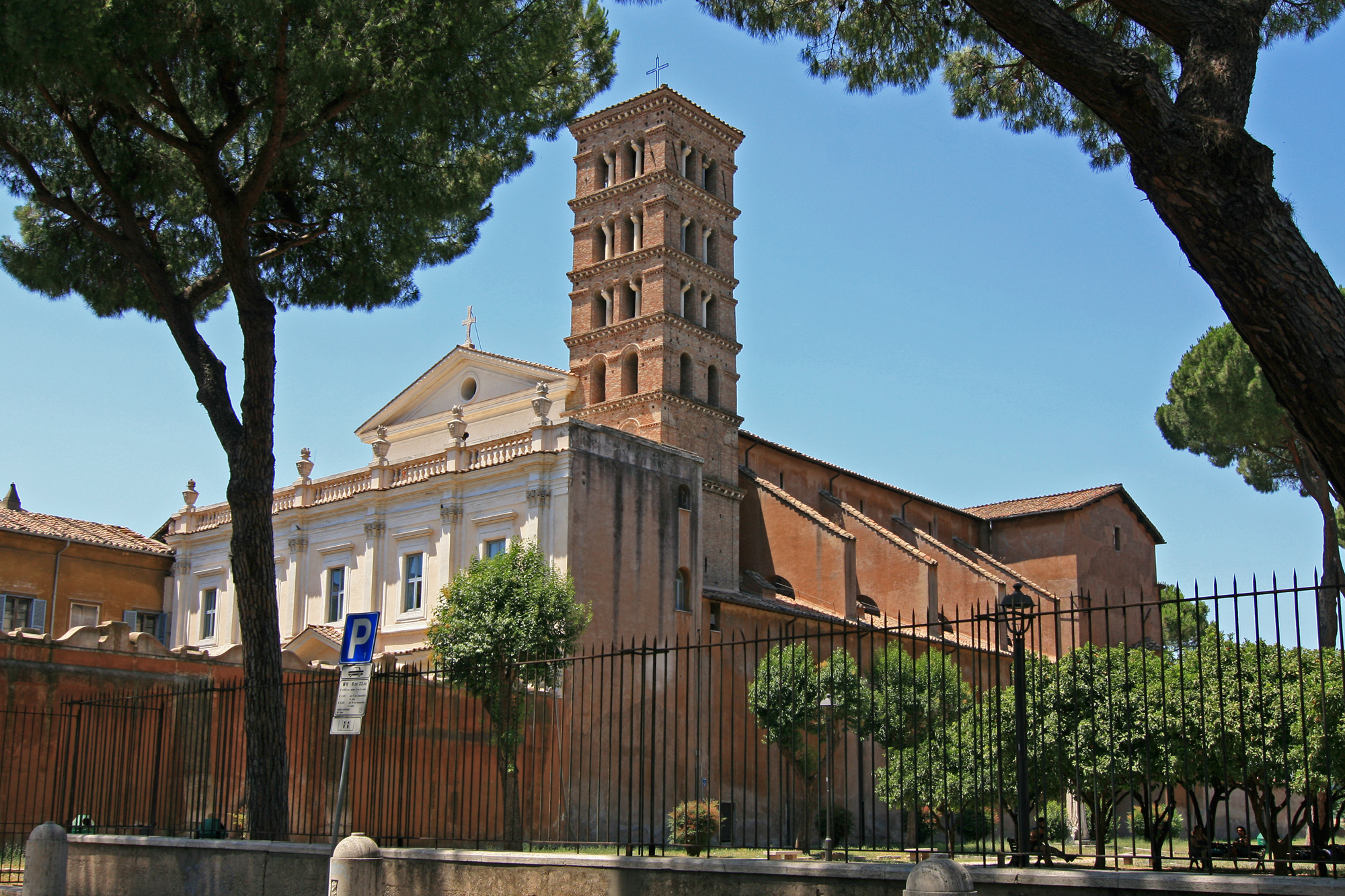
Santi Bonifacio e Alessio (4. Jh./1216)

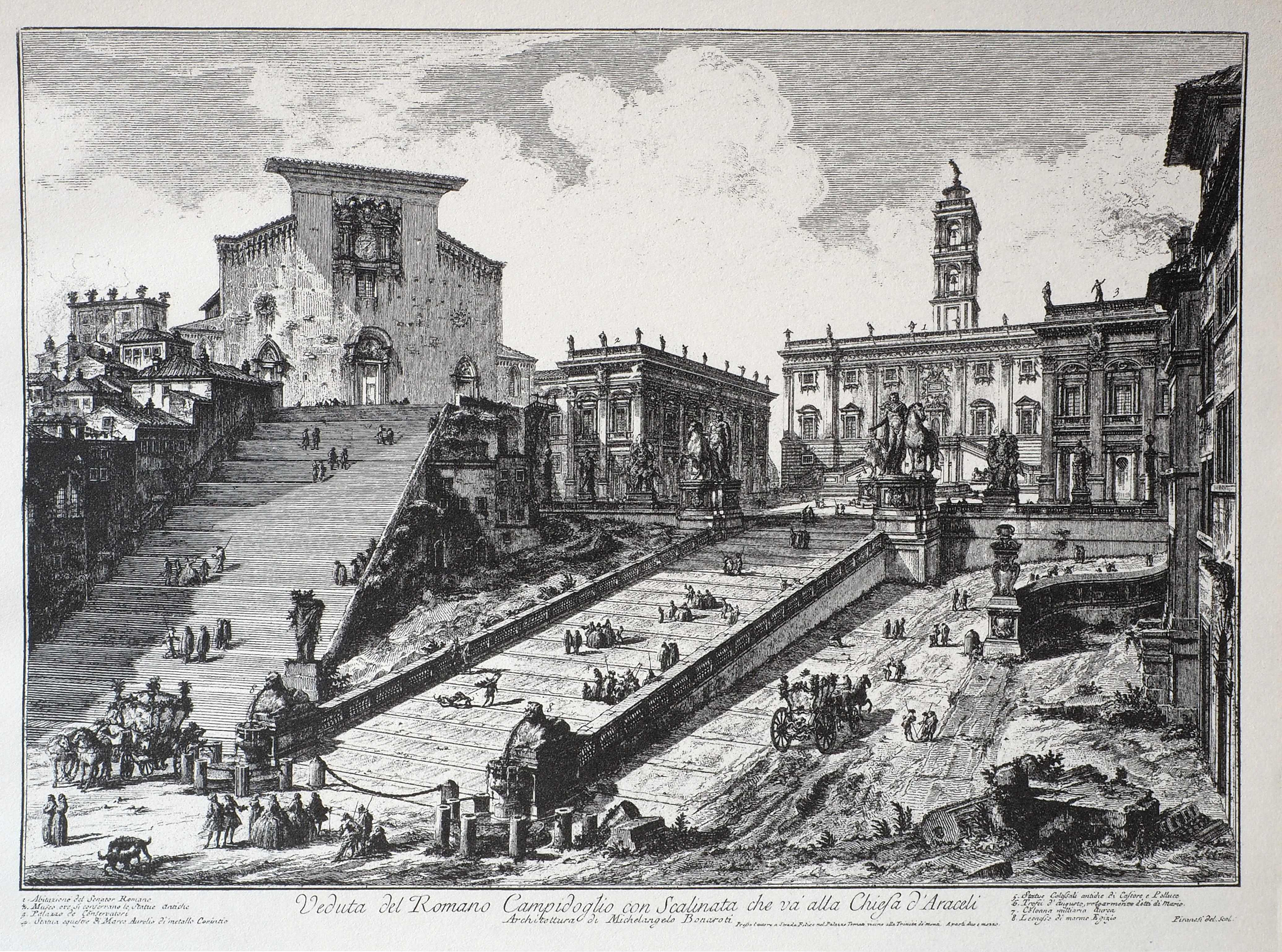
Aracoeli, 1143/1251. Stich von G.B.Piranesi (1751)

- San Biagio della Pagnotta oder San Biagio degli Armeni, 10. Jahrhundert/1072
- Santa Maria in Cappella, 1090
- Santa Maria in Celsano, 11. Jahrhundert
- San Benedetto in Piscinula, 543/11. Jahrhundert
- San Lorenzo in Miranda, 7./11. Jahrhundert

12. Jahrhundert
- Santa Maria in Ara Coeli, 6. Jh./1143/1251
- San Bartolomeo all’Isola, 997/1113
- Santa Maria del Buon Consiglio, 1113
- Santa Maria del Divino Amore, 1131
- San Tommaso in Parione, 1139
- Santi Michele e Magno, 8. Jh./1141
- San Lorenzo in Piscibus, 1143
- San Macuto, 1192
- Santo Spirito in Sassia, 12. Jahrhundert
- San Pietro in Borgo, 12. Jahrhundert
- San Salvatore in Onda, 11./12. Jahrhundert
- San Tommaso ai Cenci, 12. Jahrhundert

13. Jahrhundert
- Santi Bonifacio e Alessio, 1216
- Annunziatella, 1220

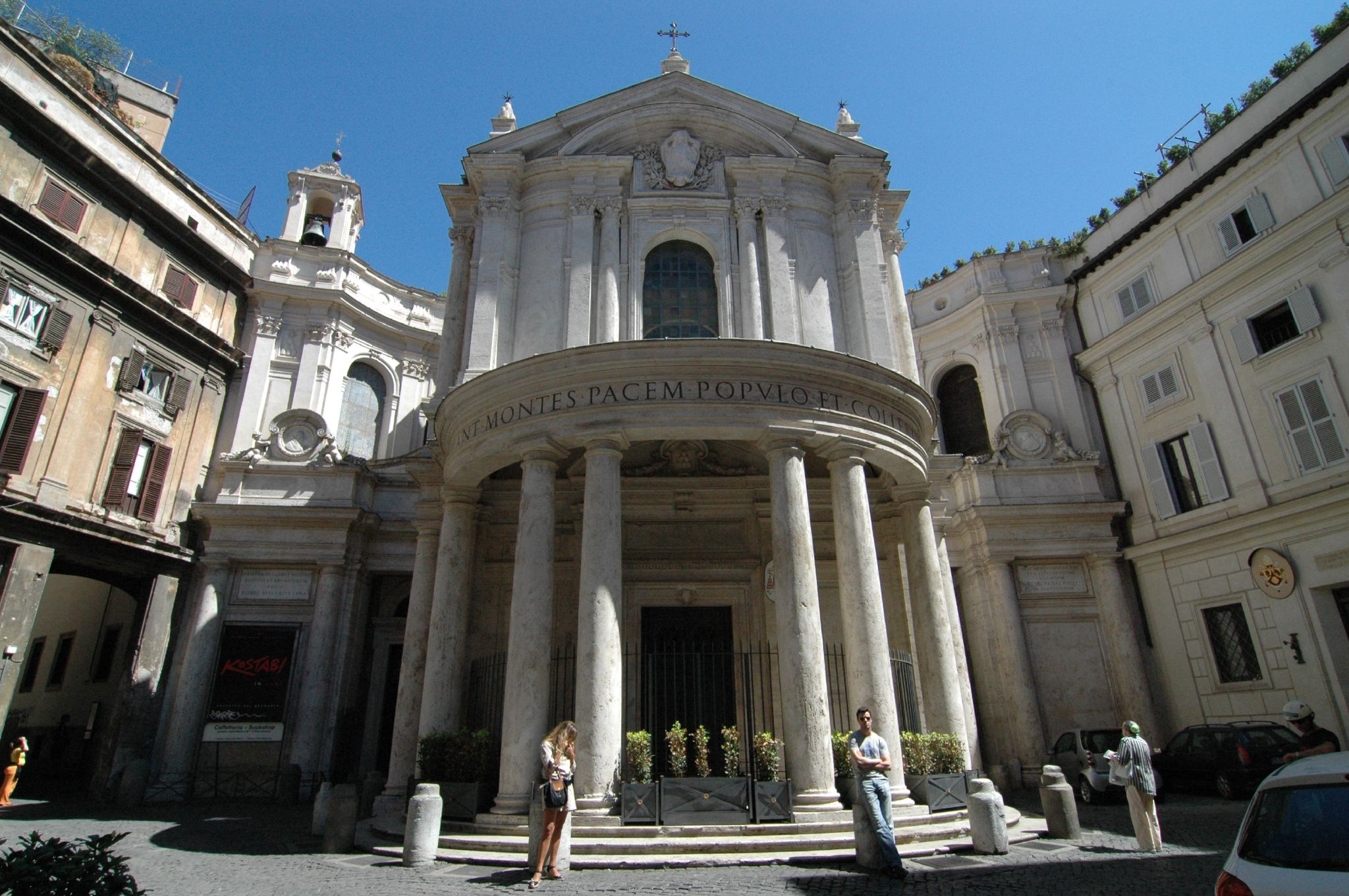
Santa Maria della Pace (1482)

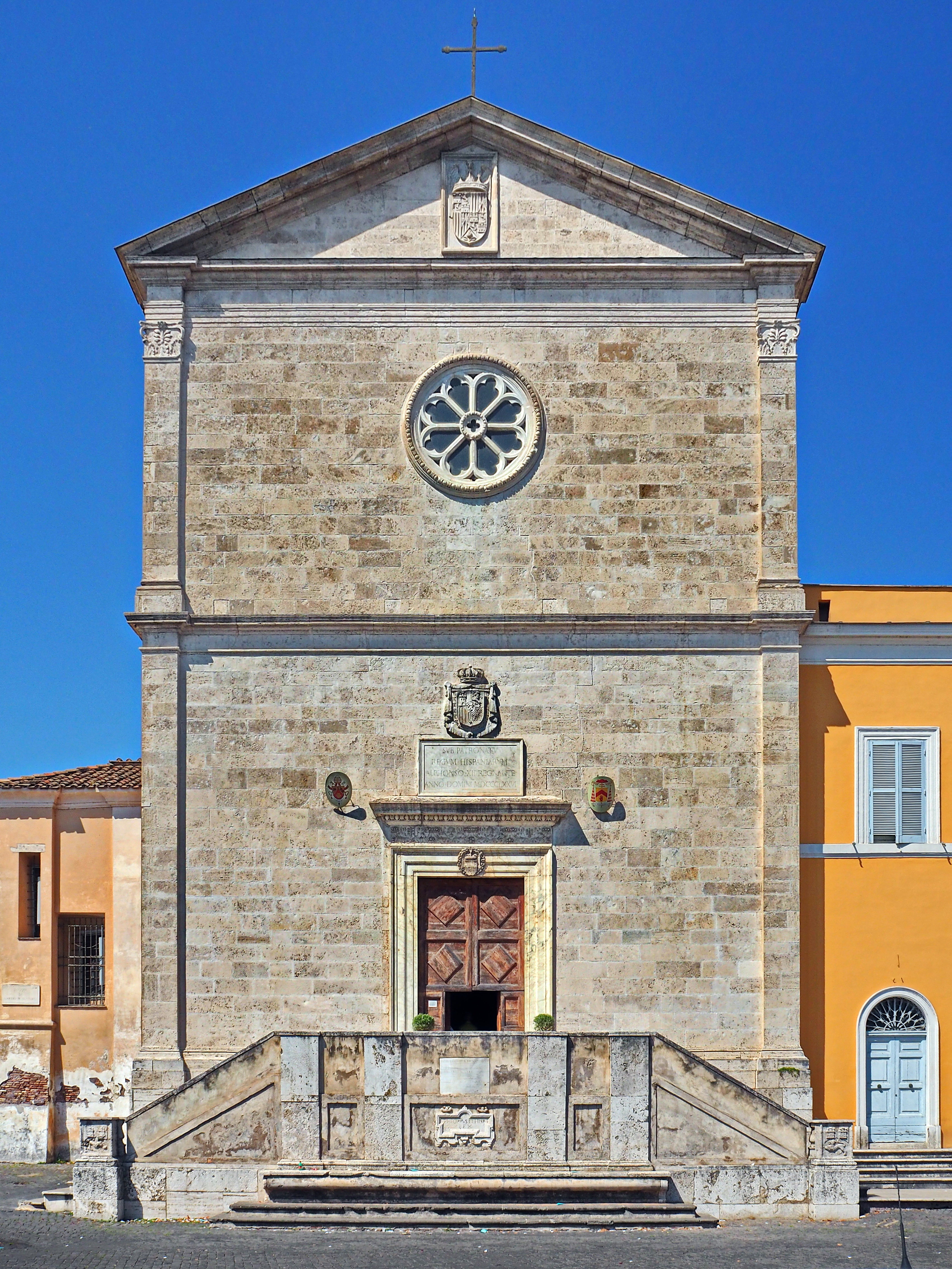
San Pietro in Montorio (um 1500)

- Santi Vincenzo e Anastasio alle Tre Fontane, 1221
- Sant’Egidio a Borgo, 1227
- San Lorenzo in Palatio ad Sancta Sanctorum, 1278
- Sante Rufina e Seconda, 13. Jahrhundert
- Santi Andrea e Bartolomeo al Laterano, 638/13. Jahrhundert
- Sant’Angelo in Pescheria, 755/13. Jahrhundert

14. Jahrhundert
- Santa Barbara alla Regola, auch Santa Barbara dei Librai, 1306
- Santa Passera, 402/14. Jahrhundert

15. Jahrhundert
- San Gregorio della Divina Pietà, 1403
- Sant’Onofrio al Gianicolo, 1439
- Sant’Antonio dei Portoghesi, auch Sant’Antonio in Campo Marzio, 1445
- Nostra Signora del Sacro Cuore, 1450
- San Cosimato, 10. Jahrhundert/1475
- Santa Maria del Buon Aiuto nell’Anfiteatro Castrense, 1476
- Santi Vito, Modesto e Crescenzia, 1477
- Sant’Antonio Abate all’Esquilino, 1481
- Santa Maria della Pace, 1482
- Sant’Omobono 1482
- Sant’Aurea, 1483
- Santa Maria del Soccorso e San Filippo Neri a Castelporziano, 15. Jahrhundert
- Sant’Andrea a Ponte Milvio, 15. Jahrhundert
- Santa Maria della Pietà in Camposanto dei Teutonici, Ende 15. Jahrhundert

16. Jahrhundert
- San Pietro in Montorio, 1500
- San Rocco all’Augusteo, 1502

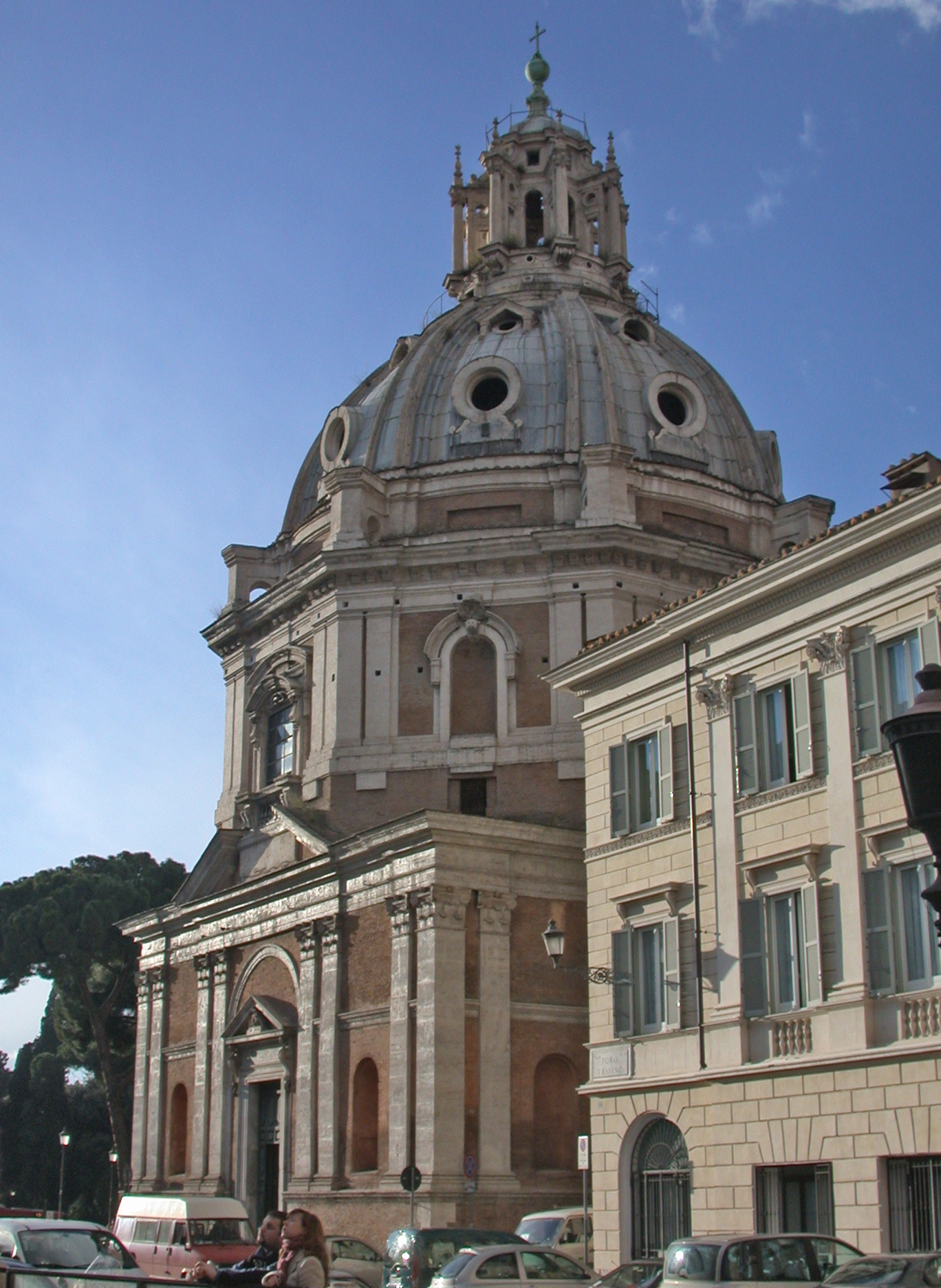
Santa Maria di Loreto (1573)

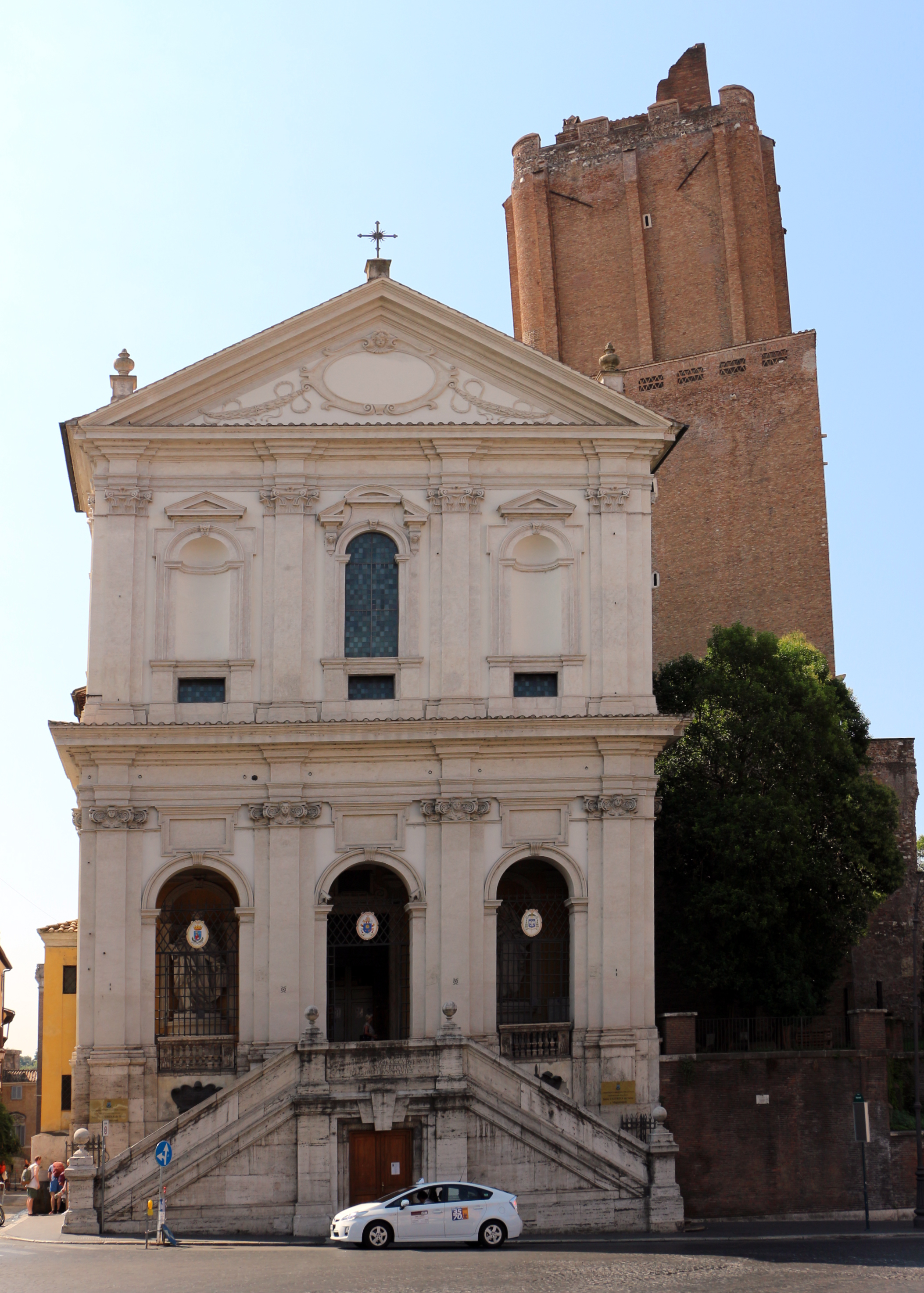
Santa Caterina a Magnanapoli (um 1575)

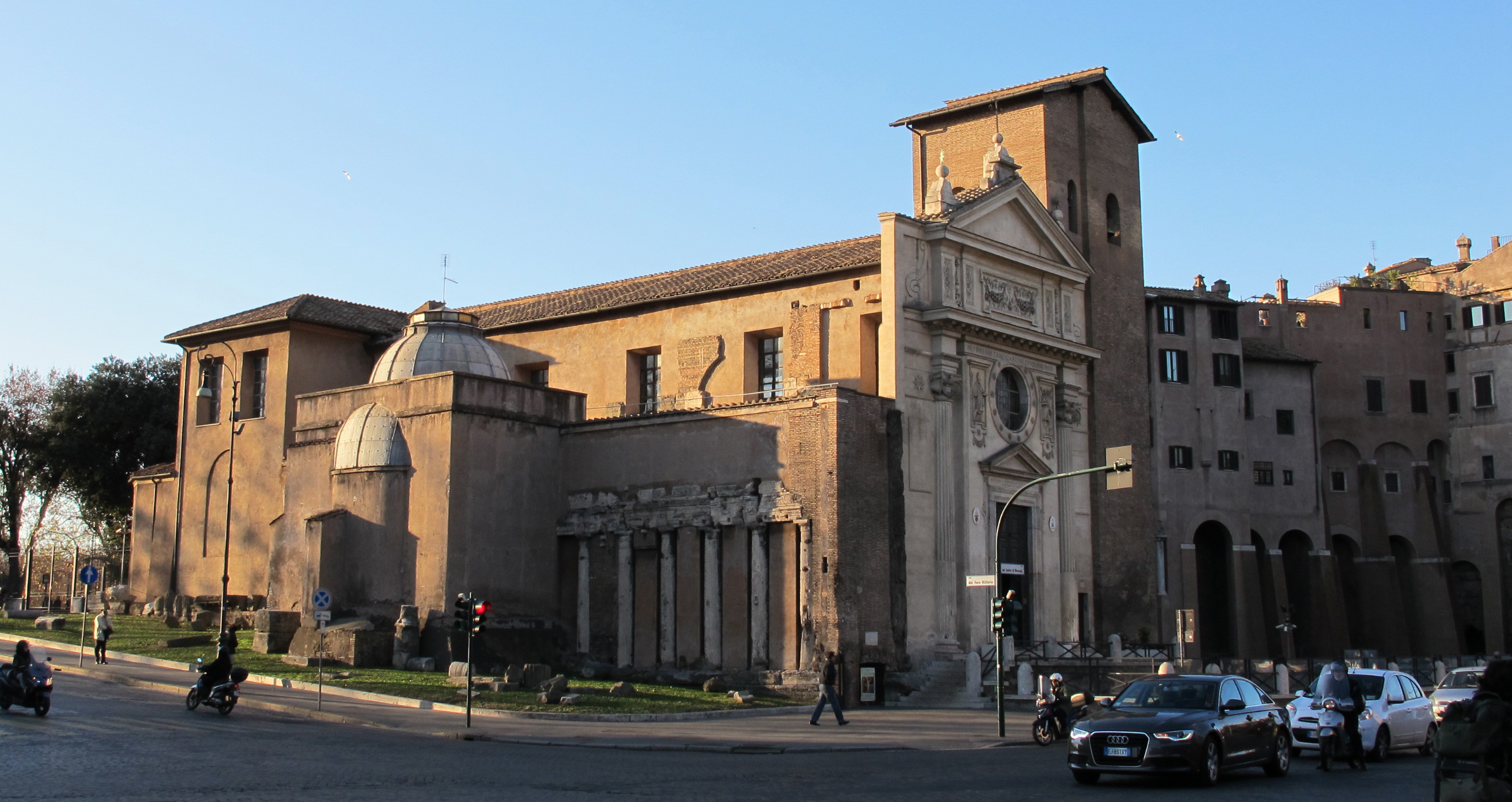
San nicola in carcere (1599)

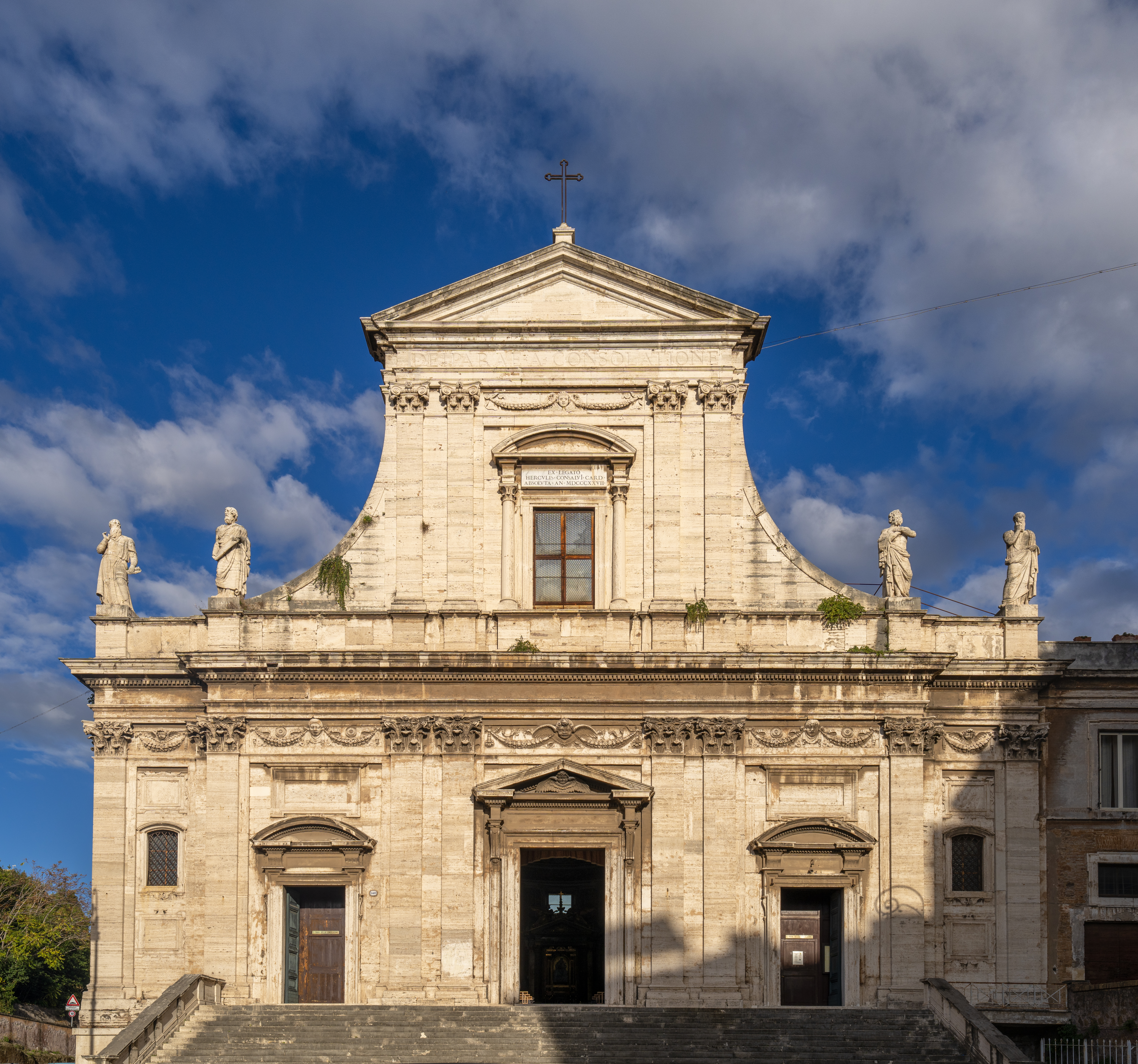
Santa Maria della Consolazione (1606)

- Santi Celso e Giuliano, 11. Jh./1509
- Santa Lucia del Gonfalone, 1511
- Sant’Eligio de’ Ferrai, 1513
- Santa Maria Portae Paradisi, 1523
- San Girolamo della Carità, 1524/1654
- San Gregorio dei Muratori, 1527
- San Silvestro al Quirinale, 1527
- San Lazzaro, 1536
- Sant’Andrea in Via Flaminia, auch Sant’Andrea del Vignola, 1553
- San Giovanni Decollato, 1555
- Santa Maria della Pietà al Colosseo, 1555
- Santa Maria del Riposo, 1561
- Santa Caterina dei Funari, 1564
- Santa Maria in Traspontina, 1566
- Santa Maria dell’Orto, 1567
- Santissimo Crocifisso, 1568
- Santi Martino e Sebastiano degli Svizzeri, 1568
- Santi Bartolomeo e Alessandro dei Bergamaschi, 1573
- San Lorenzo in Panisperna, 1574
- Santa Caterina a Magnanapoli, 1575
- Sant’Eligio degli Orefici, 1575
- Santa Maria in Trivio, 6. Jh./1575
- San Tommaso di Canterbury, 1575
- Santa Maria del Buon Viaggio, 1578
- Santa Maria d’Itria, 1578
- Santa Maria ai Monti, 1580
- Santi Giovanni Evangelista e Petronio, 1581
- Santo Stanislao dei Polacchi, 1582
- Sant’Atanasio dei Greci, 1583
- Santa Maria Scala Coeli, 1584
- Santa Maria di Loreto, 1585
- San Bernardo alle Terme, 1589
- San Girolamo dei Croati, 1589
- San Pellegrino in Vaticano, 1590
- Santa Maria in Aquiro, 741/1590

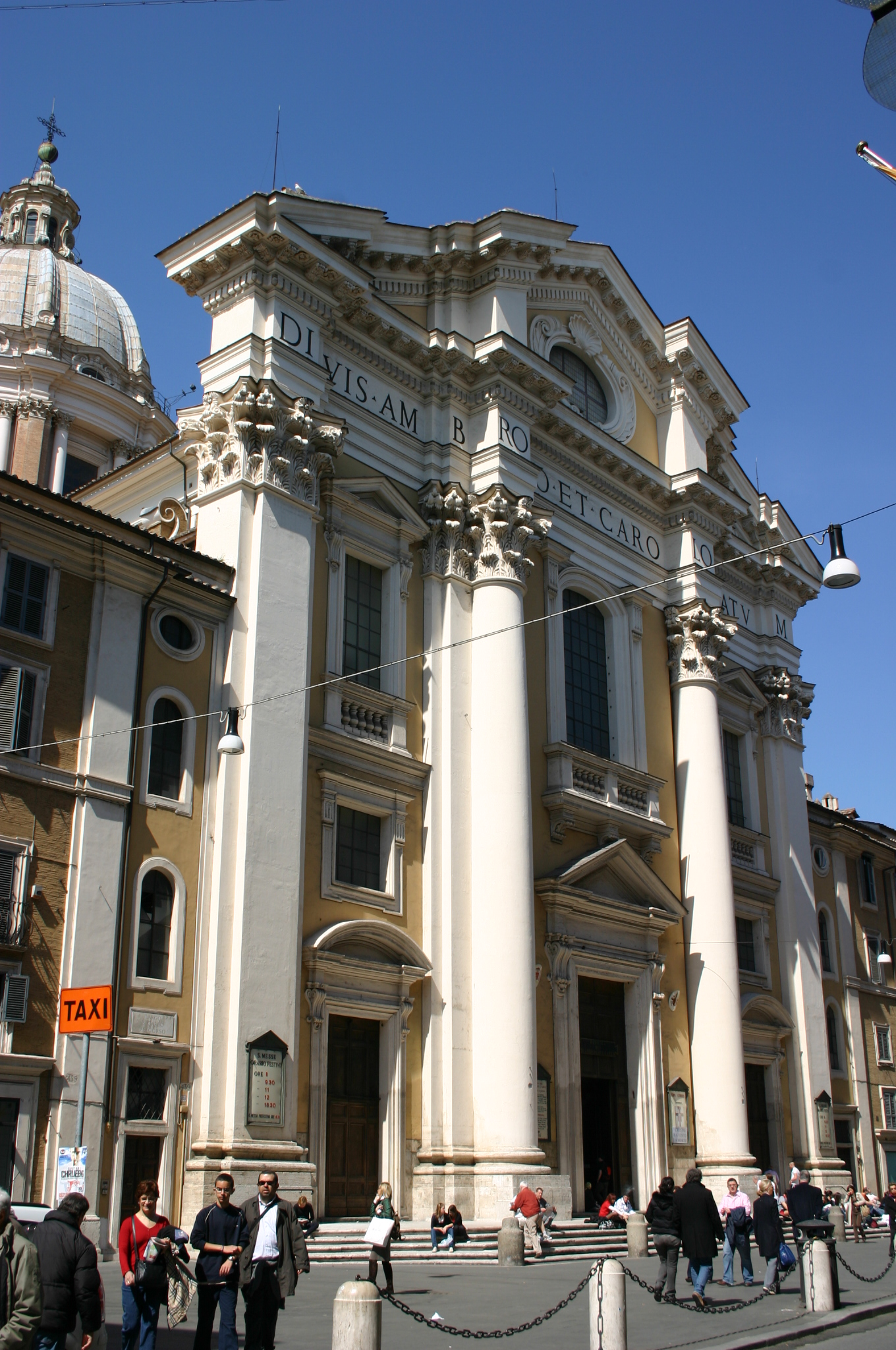
Santi Ambrogio e Carlo (1612)

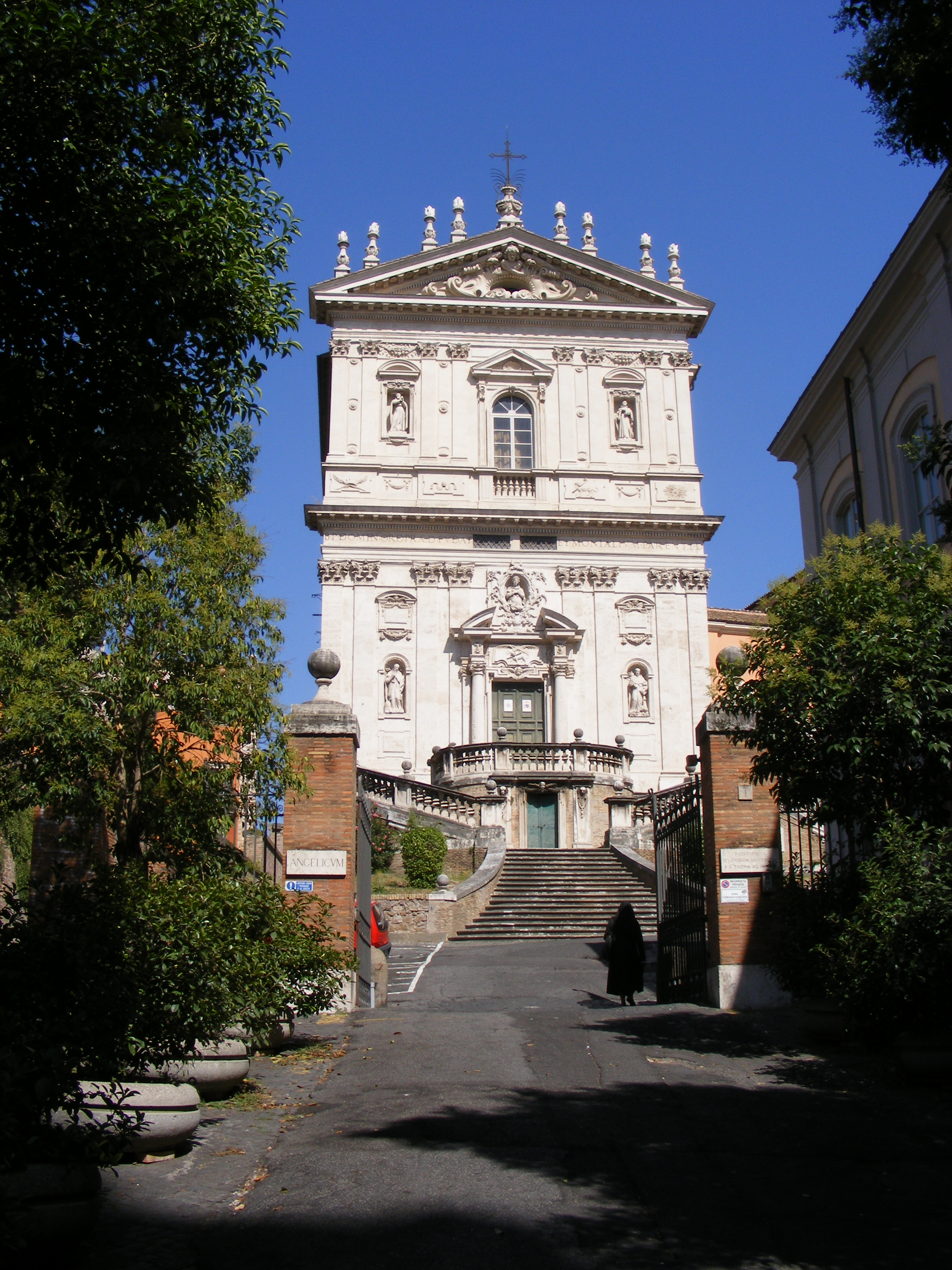
Santi Domenico e Sisto (1632)

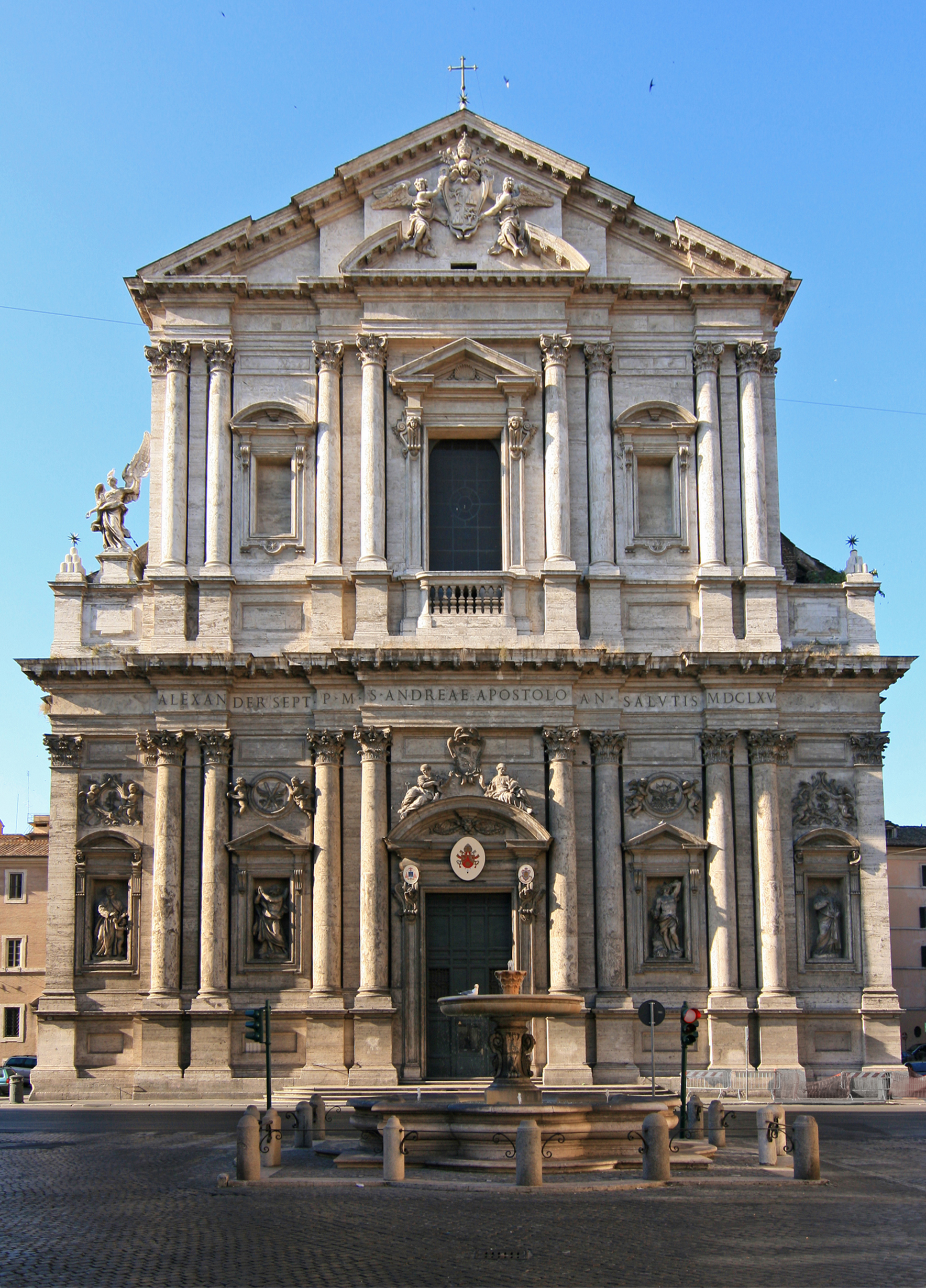
Sant’Andrea della Valle (1650)

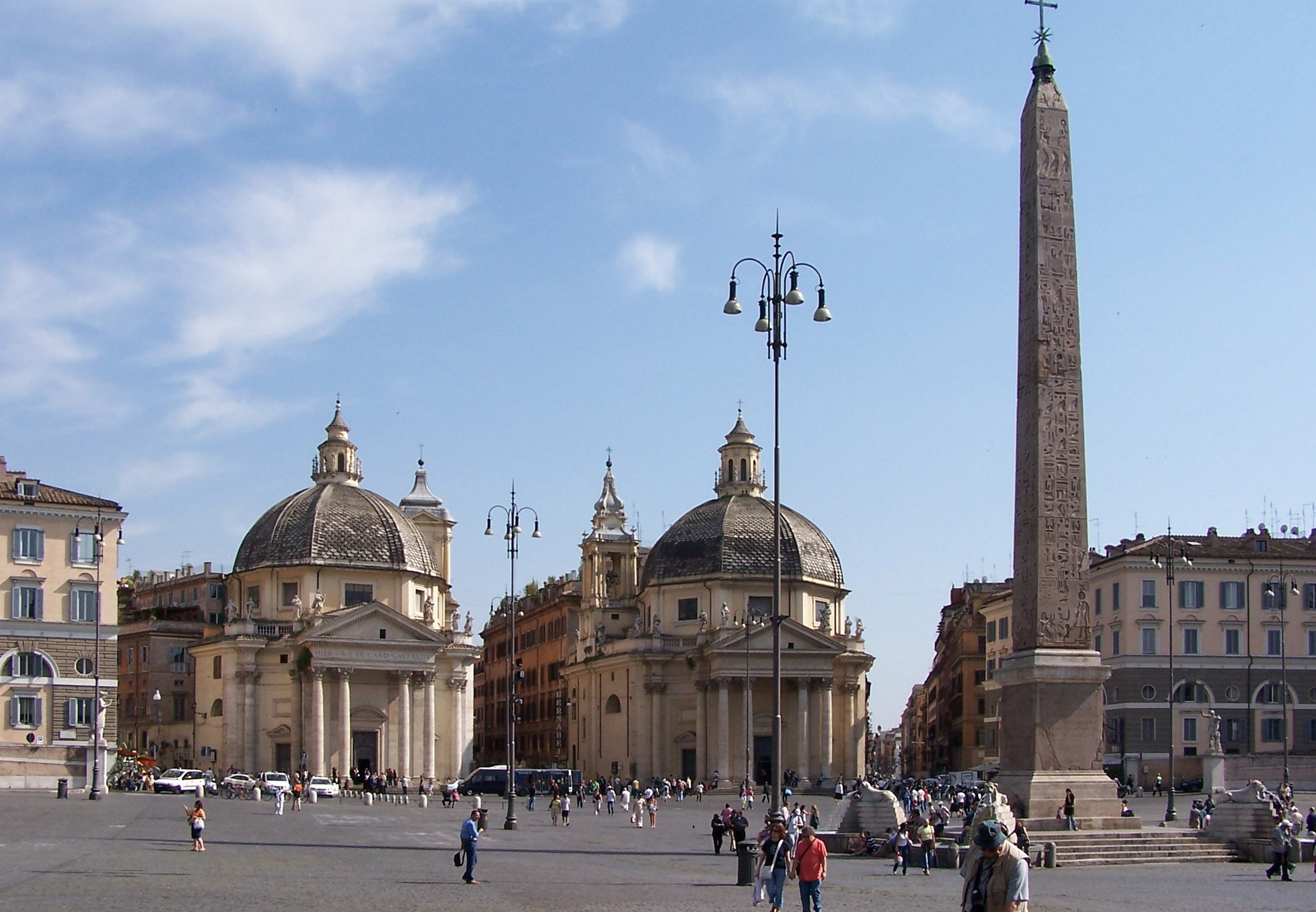
Santa Maria in Montesanto und Santa Maria dei Miracoli auf der Piazza del Popolo (1662–1679)

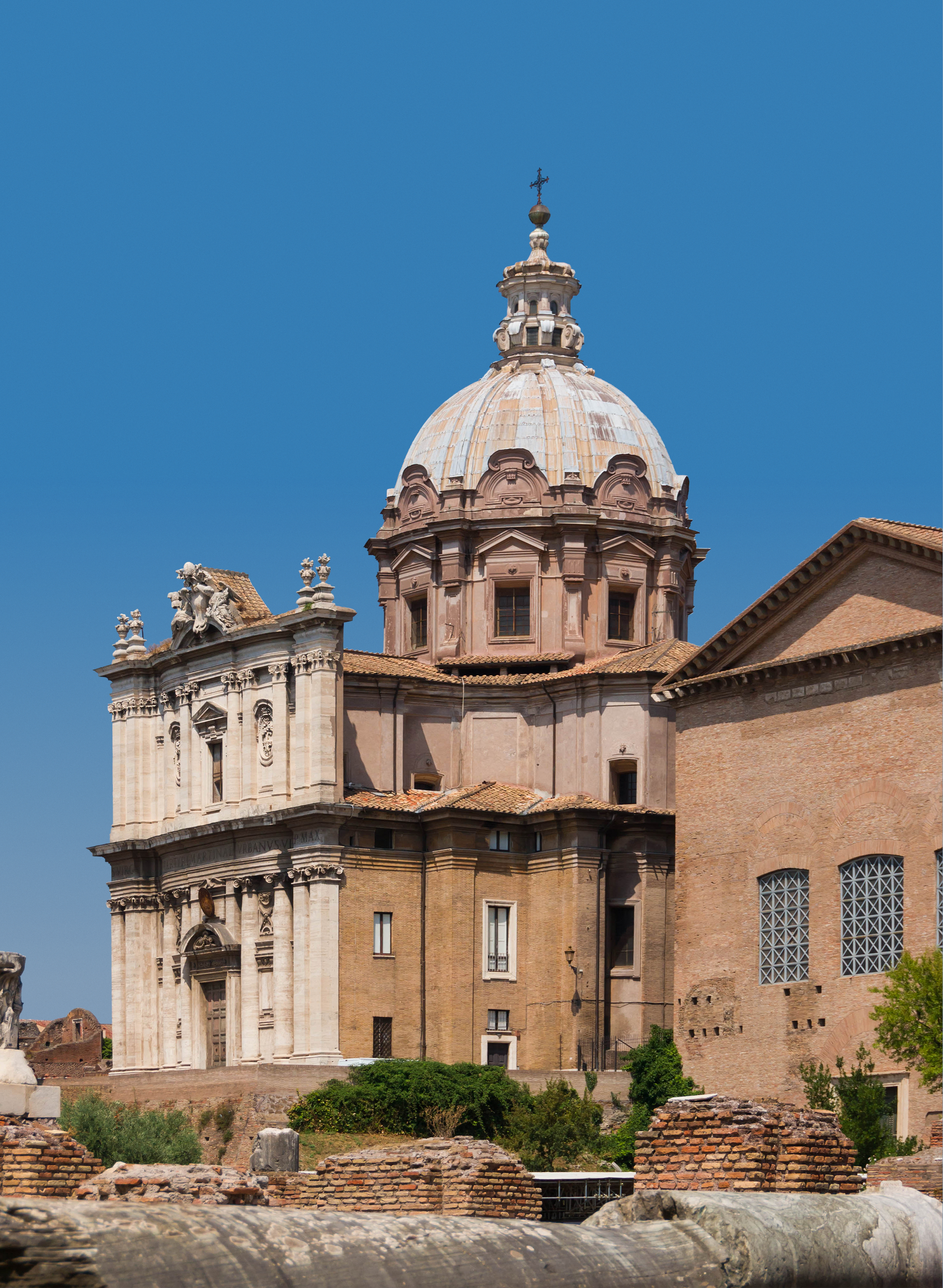
Santi Luca e Martina (1664)

- San Giacomo degli Incurabili oder San Giacomo in Augusta, 1592

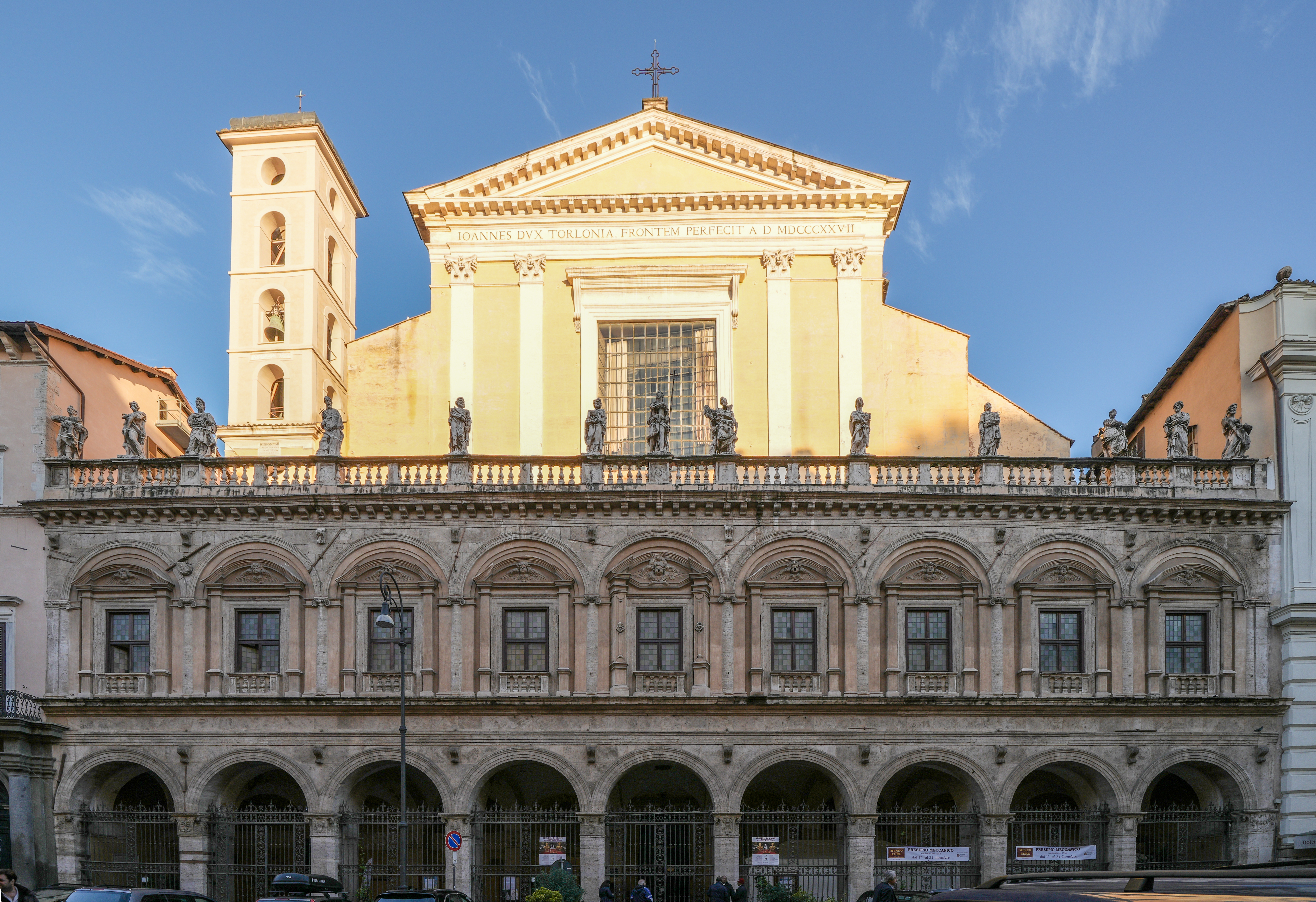
Santi XII Apostoli (1702)

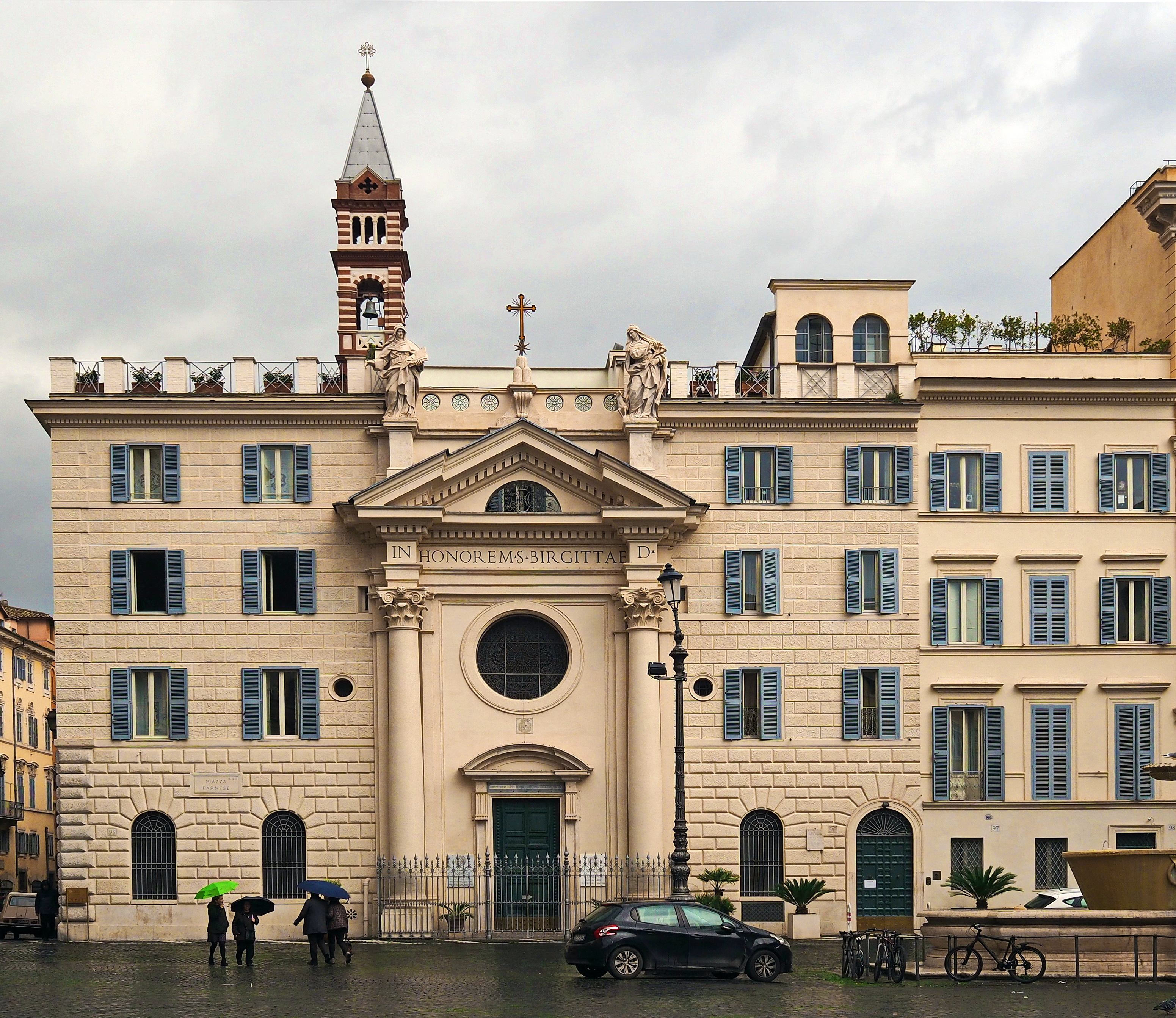
Santa Brigida (1705)

- Santa Maria di Monserrato, 1594
- San Salvatore in Lauro, 1594
- Santa Lucia in Selci, 6. Jh./1596
- San Giuseppe a Capo le Case, 1598
- San Nicola in Carcere, 1128/1599
- Santa Caterina della Rota, 1186/Ende 16. Jh.

17. Jahrhundert
- San Paolo alle Tre Fontane, 1600
- San Giacomo degli Incurabili oder San Giacomo in Augusta, 1602
- Santissimo Sudario dei Piemontesi, 1605
- Santa Maria della Consolazione, 1606
- Sant’Ambrogio della Massima, 1606
- Oratorium des San Francesco Saverio oder Oratorio del Caravita, 1607
- Santi Gioacchino e Anna alle Quattro Fontane, 1607
- Santo Stefano del Cacco, 1607
- Santa Maria della Scala, 1610
- San Callisto, 1610
- Santi Ambrogio e Carlo, 1612
- Santa Maria del Pianto, 1612
- San Paolo alla Regola, 1186/1613
- Santa Rita da Cascia alle Vergini, 1615
- Santissima Trinità dei Pellegrini, 1616
- Santissimo Sacramento e delle Cinque Piaghe, 1617
- Spirito Santo dei Napoletani, 1574/1619
- Santa Croce alla Lungara, 1619
- San Carlo ai Catinari oder Santi Biagio e Carlo ai Catinari, 1620
- Santa Maria della Pietà al Colosseo, 1622
- Santa Maria del Carmine alle Tre Cannelle, 1623
- San Giovanni della Pigna, 1624
- San Sebastiano al Palatino, 1624
- Santi Benedetto e Scolastica all’Argentina, 1625
- San Bernardino da Siena oder San Bernardino in Panisperna, 1625
- San Bonaventura al Palatino, 1625
- San Francesco di Paola dei Calabresi, 1630
- Sant’Egidio, 1630
- Santa Maria Immacolata a Via Veneto, 1631
- Santi Urbano e Lorenzo, 1631
- Santi Domenico e Sisto, 1632
- San Nicola dei Lorenesi, 1632
- Santi Andrea e Gregorio al Monte Celio, 8. Jh./1633
- Sant’Urbano alla Caffarella, 1634
- Sant’Ambrogio della Massima, 1634
- Santi Andrea e Bartolomeo, 1636
- Santa Maria in Palmis oder Domine Quo Vadis?, 1637
- Santa Maria in Traspontina, 1637
- San Carlo ai Catinari, 1638
- San Giovanni Calibita, 1640
- Santa Maria dell’Umiltà, 1641
- Santa Maria in Publicolis, 1643
- San Giacomo alla Lungara, 1644
- Sant’Andrea della Valle, 1650
- Santa Maria in Campitelli oder Santa Maria in Portico in Campitelli, 1650
- Santi Vincenzo e Anastasio a Trevi, 1650
- Sant’Andrea degli Scozzesi, 1592/um 1650
- Sant’Andrea delle Fratte, 11. Jh./1653
- San Nicola da Tolentino agli Orti Sallustiani, 1654
- Santa Maria dei Sette dolori, 1655
- San Lorenzo in Fonte, 1655
- Santa Maria Immacolata della Concezione, 1656
- Santa Maria in Via Lata, 1662
- Santa Maria in Montesanto 1662–1679
- Santa Maria dei Miracoli, 1662–1679
- San Giuseppe dei Falegnami, 1663
- San Tommaso in Formis, 1663
- Santi Luca e Martina, 1664
- Cappella dei Re Magi, 1664
- Santi Ildefonso e Tommaso da Villanova, 1667
- Santa Maria in Portico in Campitelli, 1667
- Santa Maria della Visitazione e San Francesco di Sales, 1669
- Santa Maria in Via oder Santa Madonna del Pozzo, 1670

- Sant’Isidoro a Capo le Case, 1672
- San Giuliano dei Fiamminghi, 1675
- Santa Maria di Monserrato oder Santa Maria in Monserrato degli Spagnoli, 1675
- Santissimi Nomi di Gesù e Maria in Via Lata, 1675
- San Francesco d’Assisi a Monte Mario, 1676
- San Michele a Ripa, 1676
- Sant’Andrea al Quirinale, 1678
- Santa Margherita in Trastevere, 1680
- San Basilio agli Orti Sallustiani, 1682
- Santa Maria in Monterone, 1682
- San Francesco a Ripa oder San Francesco d’Assisi a Ripa Grande, 1685
- Santa Maria della Concezione in Campo Marzio, 1685
- Santa Maria del Suffragio, 1685
- San Silvestro in Capite, 8. Jh./1690
- Santa Croce e San Bonaventura dei Lucchesi, 1695
- Santa Maria delle Grazie alle Fornaci fuori Porta Cavalleggeri, 15. Jh./Ende 17. Jh.

18. Jahrhundert
- Santi XII Apostoli, 560/1702

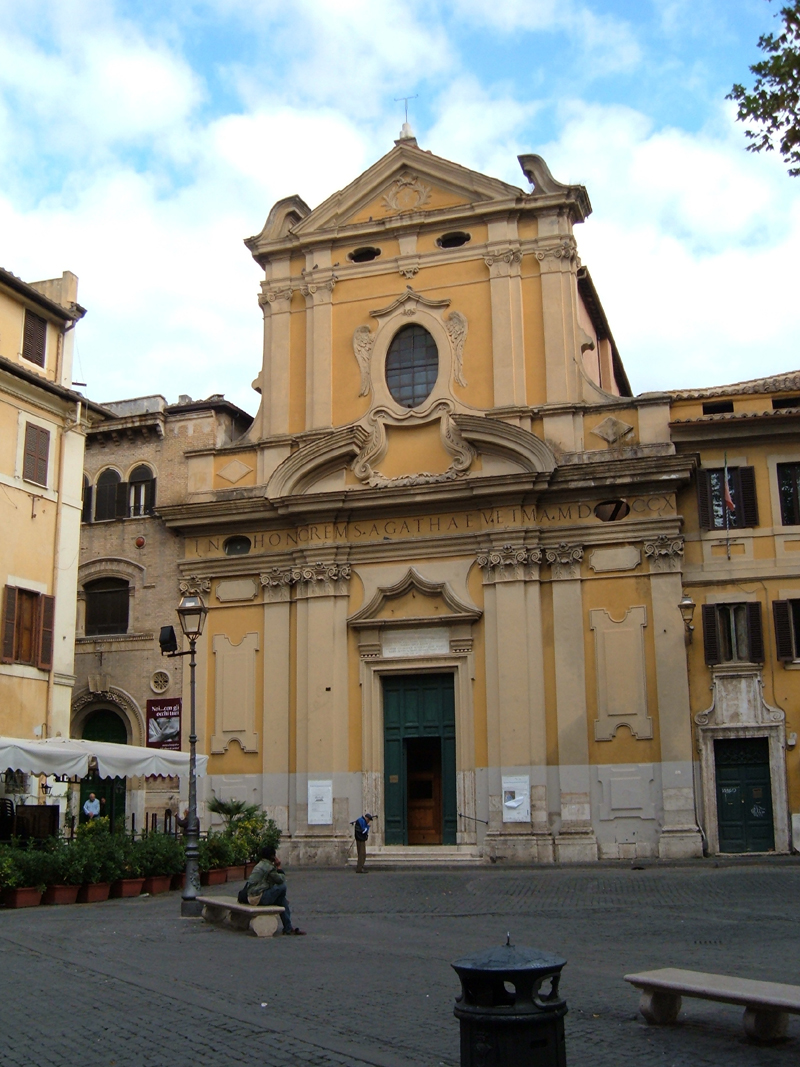
Sant’Agata in Trastevere (1711)

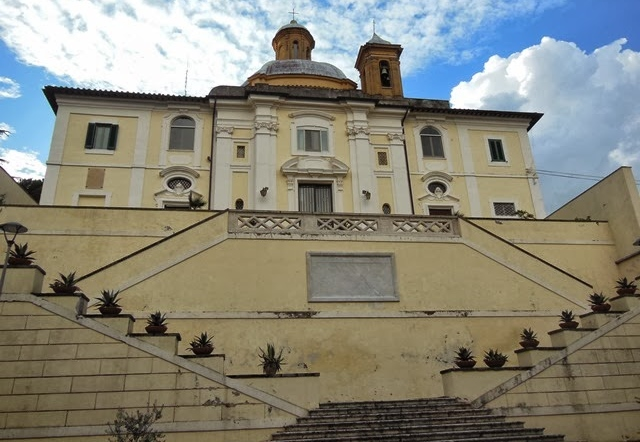
Madonna del Rosario (1726)

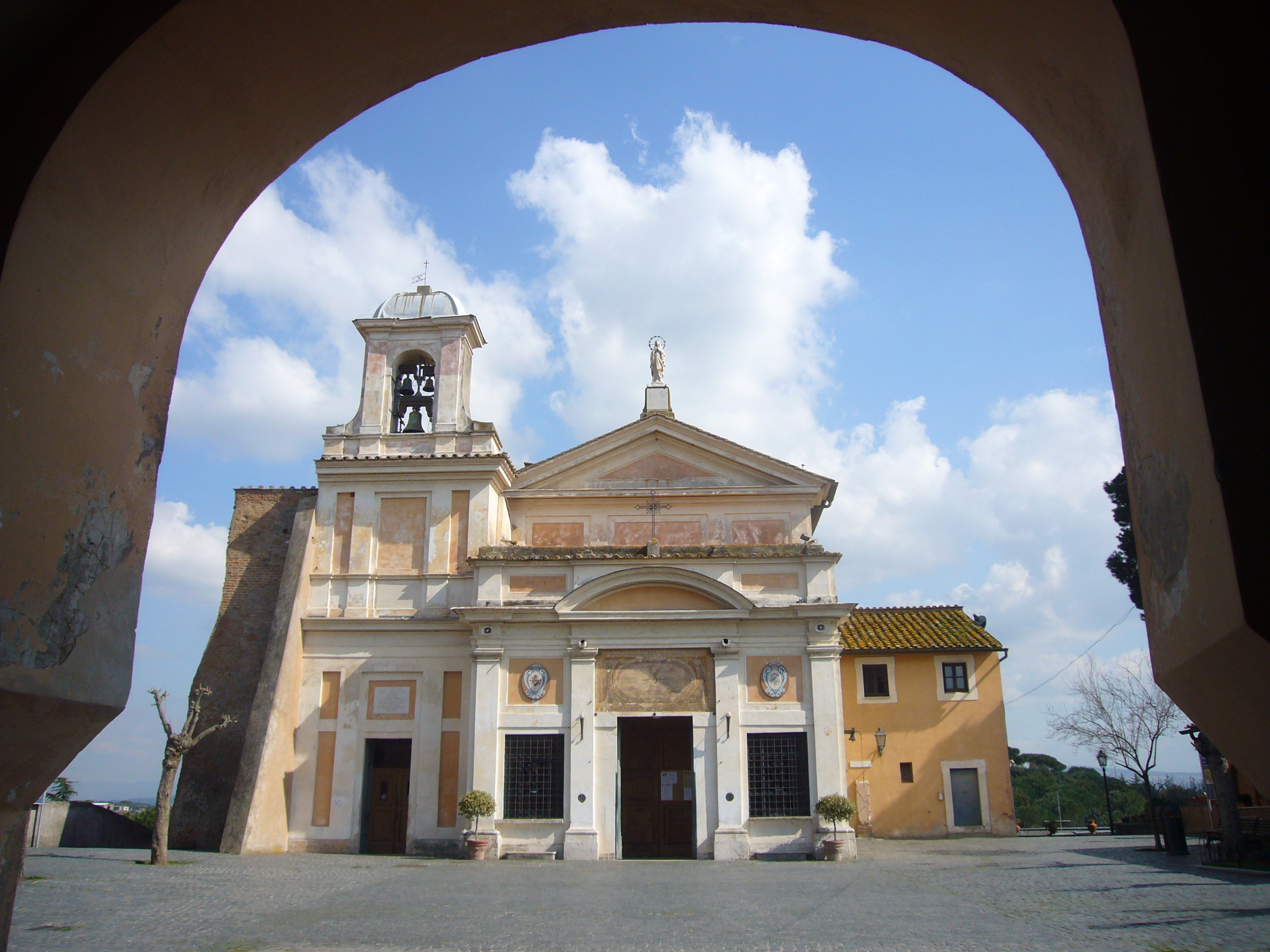
Santuario della Madonna del Divino Amore (1745)

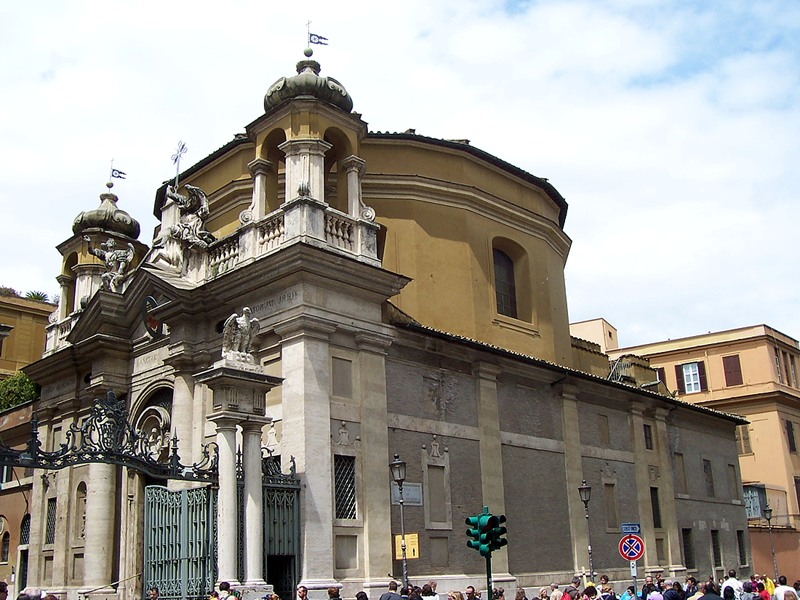
Sant’Anna dei Palafrenieri (18. Jh.)

- Santa Brigida oder Santa Brigida a Campo de’Fiori, 1557/1705
- Santo Stefano degli Abissini, 816/1159/1706
- Santissime Stimmate di San Francesco 1192/1708
- Chiesa della Santissima Annunziata, 1433/Anfang 18. Jh.
- Sant’Agata in Trastevere, 1711
- Santa Maria in Monticelli, 1716
- Santissime Stimmate di San Francesco, 1721
- Gesù Nazareno, 1622/1722
- Chiesa dei Santi Maria e Gallicano, 1726
- Madonna del Rosario, 1726
- Santissimo Sacramento, 1576/1727
- San Filippo Neri in Via Giulia, 1728
- San Nicola dei Prefetti, 8. Jh./1730
- Santa Maria della Quercia, 1731
- Santi Gioacchino e Anna ai Monti, 1731
- San Giuseppe alla Lungara, 1732
- San Giovanni dei Fiorentini, 1593/1734
- Santa Maria Maddalena, 15. Jh./1735
- Gesù Bambino all’Esquilino, 1736
- San Giovanni Battista dei Genovesi, 1737
- Santa Maria dell’Orazione e Morte 1737
- Santi Sergio e Bacco degli Ucraini, 1741
- Santa Maria Annunziata in Borgo, 1745
- Santuario della Madonna del Divino Amore, 1745
- Santi Claudio e Andrea dei Borgognoni, 1746
- Chiesa della Santissima Trinità degli Spagnoli, 1746
- Santi Quaranta Martiri e San Pasquale Baylon, 1747
- Sant’Apollinare alle Terme Neroniane-Alessandrine oder Sant’Apollinare, 8. Jh./1748
- Santissimo Nome di Maria al Foro Traiano oder Santissimo Nome di Maria e Bernardo, 15. Jh./1751
- Santa Dorotea, 11. Jh./1475/1756
- Santa Caterina da Siena, 1760
- San Salvatore ai Monti, 1762
- Santissimo Sacramento al Laterano, 1765
- Santa Maria del Priorato, 939/1765
- Santa Maria della Luce, 996/12. Jh./1768
- Santi Gioacchino e Anna ai Monti, 1589/1781
- San Salvatore delle Coppelle oder San Salvatore alle Coppelle, 12. Jh./1782
- Santa Maria Immacolata a Villa Borghese, 1792
- Madonna dell’Arco Oscuro, 1797
- Sant’Anna dei Palafrenieri, 1583/18. Jh.

19. Jahrhundert
- Santi Isidoro e Eurosia, 1818

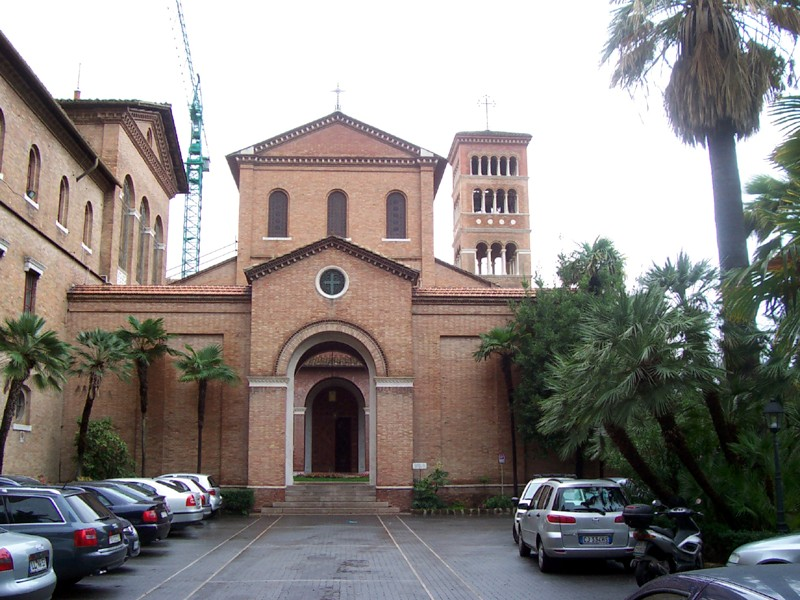
Sant’Anselmo all’Aventino (1896)

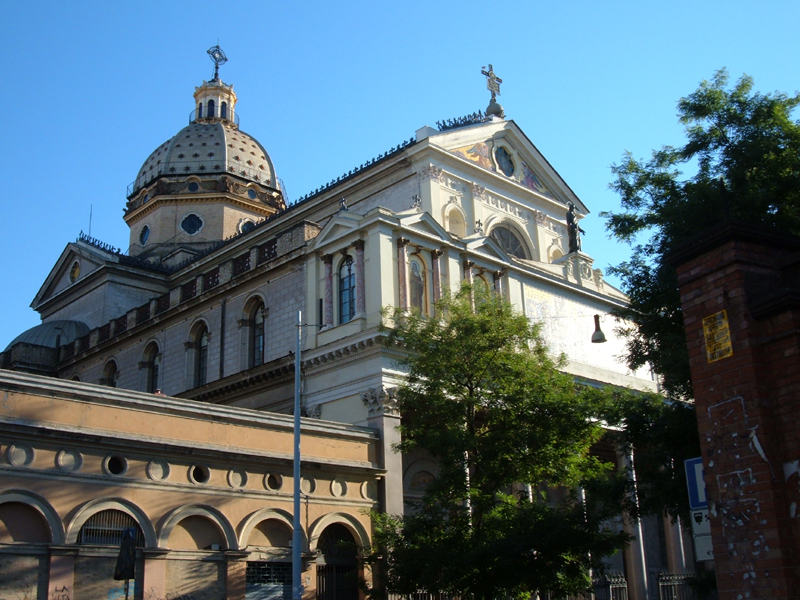
San Gioacchino in Prati (1898)

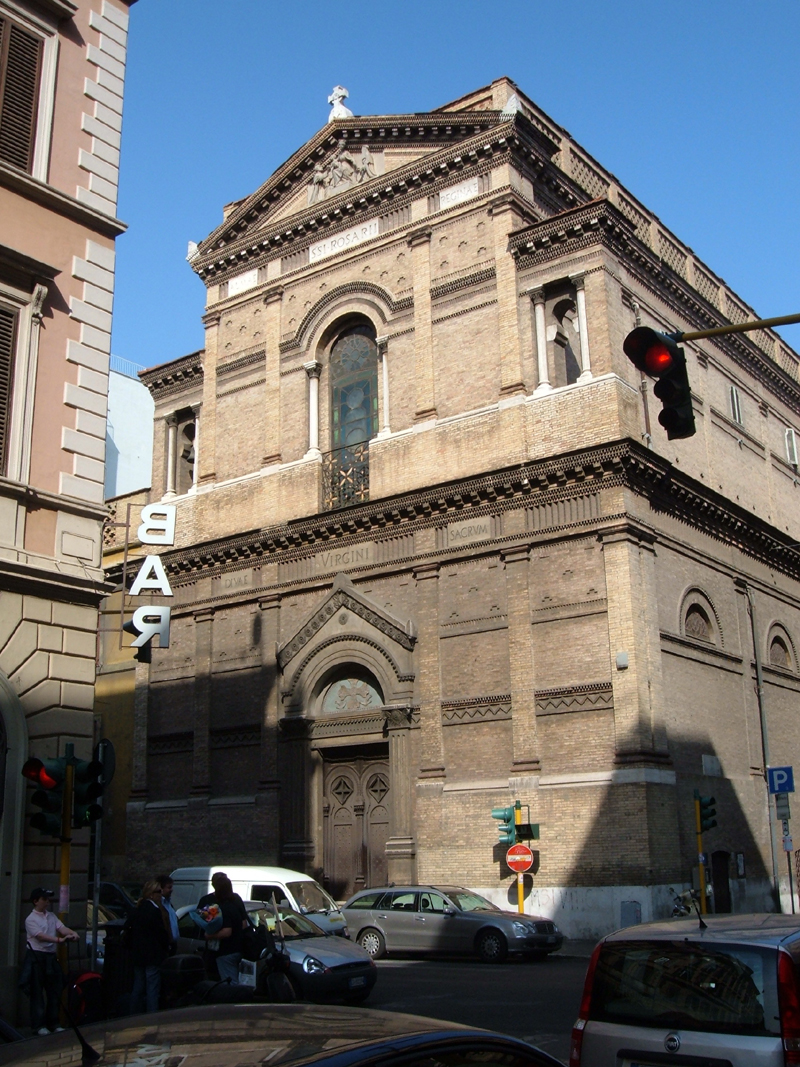
Santissimo Rosario di Pompei (1898)

- Santa Maria Addolorata in Trastevere, 1819
- San Filippo Neri all’Esquilino, 1829
- Sacro Cuore di Gesù a Villa Lante, 1843
- San Giovanni della Malva in Trastevere, 1851
- Sant’Alfonso all’Esquilino, 1859
- Preziosissimo Sangue, 1860
- Natività di Gesù, 1862
- San Gregorio Nazianzeno, 8. Jh./12. Jh./1870
- Sacro Cuore di Gesù, 1887
- Sant’Antonio da Padova all’Esquilino, 1888
- Sant’Ivo dei Bretoni, 1888
- Santa Chiara, 1888
- Resurrezione di Nostro Signore Gesù Cristo, 1889
- San Giuseppe di Cluny, 1890
- San Marone, 1890
- Corpus Domini, 1893
- San Vincenzo de Paoli all’Aventino, 1893
- Sant’Anselmo all’Aventino, 1896
- San Gioacchino in Prati, 1898
- Santissimo Rosario di Pompei, 1898
- Sant’Elena, 1899

20. und 21. Jahrhundert
Die in den letzten beiden Jahrhunderten errichteten Kirchen sind so zahlreich, dass sie in dieses Verzeichnis nicht aufgenommen werden können, ohne die Übersichtlichkeit zu beeinträchtigen. Stattdessen wird Bezug genommen auf die maßgebende italienische Auflistung für diesen Zeitraum.